# Glosar de lingvistică
Acesta este un glosar de termeni utilizați în lingvistică.

## A
- a - prima literă a a alfabetului latin, în limba română fiind o vocală deschisă centrală nerotunjită.
- abatere - îndepărtare de la regulile lingvisticii în scriere sau pronunție.
- ablativ - caz al declinării în unele limbi indo-europene care exprimă despărțirea de un anumit loc, punctul de plecare, corespunzând în linii mari acuzativului cu prepoziție din română.
  - ablativ absolut - construcție sintactică specifică limbilor latină și greacă, alcătuită dintr-un substantiv (sau un pronume) și dintr-un participiu în cazul ablativ, avînd rol de propoziție circumstanțială care exprimă multiple relații.
- ablaut - termen utilizat în special în germanistică pentru a desemna alternanța vocalică, ce constă în schimbarea vocalei radicale a unui cuvânt conform unor legi constante; sinonime: alternanță vocalică, apofonie; vezi și umlaut.
- abreviere - prescurtare în scris sau în vorbire a unuia sau mai multor cuvinte.
- abstract - parte de vorbire cu conținut lexical nereprezentabil în planul senzorial, provenită de la o altă parte de vorbire prin derivare cu sufixe sau prin conversiune.
  - abstract verbal - substantiv provenit de la un verb prin derivare cu sufixe și prin schimbarea valorii gramaticale, de la infinitiv sau de la supin.
- abstractizare - slăbirea sau pierderea sensurilor lexicale concrete ale cuvintelor.
- acazual - care nu arată cazul gramatical.
- accent

- pronunțare mai intensă sau pe un ton mai înalt a unei silabe dintr-un cuvânt sau a unui cuvânt dintr-un grup sintactic;
- semn grafic pus deasupra unei litere pentru a marca locul și felul accentului sau altă particularitate de pronunțare;
- mod de pronunțare specific unui anumit grai;
- inflexiune particulară a vocii, care exprimă o stare afectivă; intonație afectivă.
- accent ascuțit

- ridicarea vocii pe silaba accentuată sau pe partea finală a acesteia;
- semnul grafic ´ al acestui mod de pronunțare.
- accent circumflex

- ridicarea vocii în prima parte a unei silabe lungi accentuate, însoțită de o coborâre a vocii în partea ei finală;
- semnul grafic ^ al acestui tip de accent.
- accent de intensitate - (sau dinamic, expirator) pronunțare cu o forță mai mare a unei silabe dintr-un cuvânt.
- accent grav

- menținere a aceluiași ton pe o silabă care, în mod obișnuit, are accent ascuțit;
- semnul grafic ` al acestui tip de accent.
- acent melodic - vezi acent muzical.
- accent muzical - pronunțare realizată prin ridicarea sau coborirea tonului; sinonim: accent melodic.
- accent sintactic - accent care scoate în evidență un cuvânt dintr-o propoziție sau o propoziție dintr-o frază.
- accent tonic - accentul muzical al vocalelor și al silabelor; (prin extensie) accentul expirator sau de intensitate.

- acceptabilitate -  însușire a unui enunț de a fi ușor de înțeles pentru subiecții vorbitori.
- accepție - semnificație, valoare a unui cuvânt, a unui afix etc.
- accident fonetic - modificare fonetică fără caracter de lege, ca asimilația, epenteza, metateza etc.
- acomodare - asimilație parțială între două sunete în contact direct.
- acord - concordanță (în număr, gen, caz, persoană) a formei cuvintelor între care există anumite raporturi sintactice (de exemplu acordul dintre predicat și subiect, între atributul adjectival și substantivul determinat etc.).
  - acord după înțeles - acord în care modificarea formei unui cuvânt este determinată de sensul și nu de forma gramaticală a celuilalt cuvânt din relația sintactică.
  - acord prin atracție - acord greșit, al unui cuvânt cu altul care se află mai aproape sau care se impune mai mult atenției vorbitorului decât cuvântul determinat.
- acordat - cuvânt care este pus în același număr, gen, caz, persoană ca și cuvântul de care este legat printr-un raport sintactic.
- acronim - (cuvânt) format din literele (inițiale) sau din segmentele unor cuvinte.
- acronimie - procedeu de formare a cuvintelor cu ajutorul abrevierilor.
- actant - autor al acțiunii verbului; agent, subiect.
- activ

- (despre diateza verbală) care exprimă faptul că subiectul îndeplinește acțiunea;
- (despre vocabular) care este utilizat în mod frecvent în vorbire.
- act lingvistic - funcție pragmatică legată de limbaj (cerere, sfat, ordin, afirmație).
- actualizare - aducere a uneia dintre însușirile unui obiect în centrul atenției prin intermediul unui context în care se poate afla un cuvânt, făcând să coincidă extensia semnificatului cuvântului cu reprezentarea pe care și-o face vorbitorul despre o anumită realitate.
- actualizator - cuvânt care restrânge sau precizează semnificația altui cuvânt.
- aculalie - limbaj în care predomină utilizarea unor cuvinte inexistente și nonsensurile,
- acuzativ - caz având ca funcțiune specifică exprimarea complementului direct.
- acuzativ cu infinitiv - construcție sintactică specifică anumitor limbi (greaca veche, latina, engleza) echivalentă cu o propoziție completivă directă, după verbe cu sensul "a spune", "a vedea", "a simți" etc., în care subiectul stă la acuzativ, iar predicatul la infinitiv.
- adaptare - proces prin care cuvintele de origine străină suferă transformări (mai ales fonetice) conforme cu sistemul limbii care le primește; exemplu: adaptarea fonetică a neologismelor.
- adhortativ - formă a imperativului la persoana I plural, care exprimă un îndemn, o îmbărbătare.
- adjectiv - parte de vorbire flexibilă, care arată o însușire a unui obiect și determină numele acestuia, acordându-se cu acesta în gen, număr și caz.
  - adjectiv calificativ - adjectiv propriu-zis, care exprimă aprecieri legate de dimensiune, greutate, formă, culoare, vechime, vârstă, valoare, însușiri fizice, însușiri psihice etc.
  - adjectiv pronominal - determinant căruia îi corespunde un pronume.
- adjectivare - trecere a unui substantiv, participiu, gerunziu sau adverb la adjectiv.
- adjoncțiune - alipire a articolului hotărât enclitic cu substantivul determinat.
- adnominal -  (despre adjective) care stă pe lângă, care determină un nume; vezi și dativ adnominal.
- adnotare - (în lingvistica computațională) atașare, la unitățile dintr-un text în format electronic, de informații suplimentare (morfologice, sintactice, semantice) care să poată fi prelucrate de către computer.
- adstrat - totalitatea elementelor datorate influenței care s-a exercitat asupra unui idiom imediat după constituirea lui.
- adverb - parte de vorbire neflexibilă, care exprimă caracteristici ale verbului, interjecției, adjectivului sau ale unui alt adverb, arătând locul, timpul, modul, cauza, scopul sau care poate îndeplini funcția sintactică specifică de circumstanțial.
- adverbializare - transformare a unui substantiv, adjectiv sau participiu, prin conversiune, în adverb.
- afereză - fenomen fonetic care constă în dispariția unui sunet (sau a unui grup de sunete) de la începutul unui cuvânt.
- afinitate lingvistică - relație între două limbi care prezintă analogii de structură ce nu se datorează înrudirii dintre ele.
- afirmativ - (despre enunțuri) care afirmă, susține ceva sau prin care se afirmă ceva.
- afirmație - formulare cu caracter afirmativ; enunț prin care se afirmă ceva; (la plural) cuvinte care exprimă o idee, o judecată etc.
- afix - element morfematic (sufix, prefix sau infix) care, adăugat la o rădăcină sau o temă, formează împreună cu aceasta un cuvânt sau o formă flexionară, modificând sensul, funcția, valoarea gramaticală.
- afixat - (despre cuvinte) format cu ajutorul unui afix.
- afixoid - element de compunere tematică; sinonim: pseudoafix.
- afon - (despre o consoană) care este surdă.
- afonizare - fenomen fonetic care constă în pierderea vibrațiilor glotale la sunetele sonore; sinonim: asurzire.
- africanism - particularitate a limbii franceze vorbite în Africa.
- africată - consoană cu caracter complex a cărei articulație începe cu o ocluziune și se termină printr-o constricție; sinonim: semiocluzivă.
- afrikaans - varietate a limbii olandeze, caracterizată prin simplificare morfologică (reducerea flexiunii), diferențe în fonetică și influențe lexicale engleze, portugheze și malaieziene, vorbită în Africa de Sud și în unele state vecine.
- afro-asiatice, limbi ~ - familie de limbi vorbite în zonele de contact între Africa și Asia (cea mai răspândită fiind araba) și care cuprinde ramurile: berberă, chadică, cushidică, egipteană, omotică și semitică.
- agent:

- factor care determină un proces, autor real al unei comunicări;
- termen atribuit acelui actant (caz sau rol) care desemnează pe inițiatorul voluntar al acțiunii exprimate prin verb;
- vezi termenii: complement de agent, nume de agent, propoziție completivă de agent.
- aglutinantă, limbă ~ - limbă în care raporturile gramaticale se exprimă prin alipirea unor afixe la rădăcina cuvântului; exemple: maghiara, turca, basca.
- aglutinare - alipire a unei particule sau cuvânt la alt cuvânt; vezi și deglutinare.
- agnomen - aupranume purtat de romani în urma unor fapte deosebite.
- agramatism - necunoaștere a vorbirii și a scrierii corecte; caracteristică a unei persoane inculte.
- albaneză - limbă indo-europeană, provenită din tracă sau iliră, vorbită în Albania.
- alfabet - totalitatea literelor dispuse într-o anumită ordine, care redau sunetele de bază ale unei limbi.

- alfabet chirilic - vechi alfabet slav, creat de Chiril în secolul al IX-lea, după modelul literelor majuscule din alfabetul grec, folosit de popoarele slave ortodoxe, precum și în textele slavo-române și în majoritatea textelor românești (daco-românești) vechi și premoderne pînă la 1860; altă denumire: alfabet slavon.
- alfabet fonetic - sistem convențional de simboluri caracterizat de o corespondență precisă între grafie și sunet.
- alfabet slavon - vezi alfabet chirilic.

- alofon - variantă combinatorie (pozițională) sau liberă (individuală) a unui fonem.
- aloglot:

- (persoană) care vorbește o altă limbă;
- care aparține unei limbi diferite de cea oficială a unui stat, care se referă la o limbă diferită de cea oficială a unui stat.
- alomorf - variantă (sau realizare) a unui morfem.
- alomorfism - termen care se referă la deosebirile structurale între diverse limbi.
- altaice, limbi ~ - ramură de limbi dintr-o presupusă familie de limbi uralo-altaice, vorbite de populațiile care trăiesc în regiunea munților Altai și anume limbile: turcice, mongole, turco-mongole, tunguse, tunguso-manciuriene, precum și coreeana, japoneza.
- alterare - modificare a pronunțării unui sunet sub influența altui sunet.
- alternanță fonetică - schimbare regulată a unui sunet din temă prin altul, în formele flexionare sau în familia unui cuvânt; vezi și ablaut.
- alternanță consonantică - alternanță care se produce între consoanele din tema unui cuvânt.
- alternanță vocalică - vezi ablaut.
- alveolar - sunet a cărui articulație se produce prin atingerea vârfului limbii de regiunea alveolelor dinților superiori (de exemplu r românesc).
- alveolopalatal - (despre consoane) care este articulat la limita alveolelor și a palatului dur.
- americanism - cuvânt sau expresie proprie englezei americane; vezi și anglicism.
- ambigen - genul neutru al substantivului în anumite limbi (de exemplu română).
- ambiguitate - lipsă de precizie, de claritate; prezența simultană a mai multor sensuri care generează interpretări multiple ale unui cuvânt, ale unei expresii; sinonim: amfibolie.
- amfibolie - vezi ambiguitate.
- amfibologie - construcție retorică defectuoasă stilistică, sintactică etc. care poate da naștere la echivoc.
- amuțire - fenomen fonetic ce constă în pronunțarea din ce în ce mai puțin perceptibilă, până la dispariția totală, a unui sunet.
- anacolut - întrerupere în structura sintactică a unei fraze.
- anagramă - schimbarea ordinii literelor unui cuvânt pentru a se obține un alt cuvânt.
- analecte - vezi crestomație.
- analitic

- (despre o formă gramaticală) alcătuit din două sau mai multe cuvinte;
- (despre limbi) limbă flexionară (italiană, franceză etc.) care exprimă raporturile gramaticale prin cuvinte izolate (prepoziții, particule adverbiale, verbe auxiliare) și prin topică, spre deosebire de limbile sintetice care se folosesc de modificări interne ale cuvintelor.
- analitism - calitate a unei limbi de a utiliza morfeme flexionare analitice, care nu fac corp cumun cu părțile de vorbire pe care le însoțesc.
- analizabil - (despre cuvinte derivate) în structura căruia se recunoaște atât afixul, cât și cuvântul de bază existent în limbă.
- analiză fonetică - cercetare a sunetelor care compun cuvintele.
- analiză fonologică - studiul fonemelor unei limbi și a relațiilor dintre acestea.
- analiză gramaticală - descompunere a unei unități lingvistice (cuvânt, propoziție, frază) în elementele componente, pentru determinarea valorii lor morfologice și sintactice.
- analiză lingvistică - studiul complet al textelor din punct de vedere fonetic, lexical, semantic, gramatical și ortografic.
- analiză morfologică - studiul cuvintelor din texte ca părți de vorbire distincte, a criteriilor de clasificare a acestora și a tipurilor de flexiune cărora le aparțin.
- analiză semantică - cercetare a cuvintelor din texte după sensurile acestora.
- analiză sintactică - studiul cuvintelor din texte ca părți de propoziție cu trăsături distincte.
- analogie - fenomen care constă în modificarea formei sau, uneori, a sensului unui cuvânt sub influența altui cuvânt ori a altei forme al aceluiași cuvânt.
- analogism - teorie a lui Aron Pumnul, care încerca să dea limbii române o ortografie practică și o explicație teoretică întemeiate pe principiile analogice.
- anaptixă - modificare fonetică necondiționată constând în introducerea unei vocale între două consoane în cadrul unui cuvânt.
- anceps - semn grafic care marchează, într-o anumită situație, cantitatea unei silabe.
- anchetă - operație de adunare (directă sau prin corespondență) a unor fapte de limbă cu ajutorul unui chestionar; prin anchetele dialectale se adună material referitor la graiurile sau la dialectele unei limbi.
- anglicism - cuvânt, expresie de origine engleză, pătrunse într-o altă limbă (și încă neadaptate la sistemul acesteia); englezism; vezi și americanism.
- anglistică - disciplină care se ocupă cu studiul limbii, culturii și civilizației engleze și a popoarelor de limbă engleză.
- anglo-americanism - cuvânt, expresie, construcție proprii limbii engleze vorbite în SUA.
- anglo-normand - dialectul francez vechi vorbit pe cele două coaste ale Mării Mînecii, după cucerirea Angliei de către normanzi.
- anglo-saxonă - limbă germanică vorbită în Britannia în secolele VIII-XII; altă denumire: engleza veche.
- antepoziție - antepunere; stare a cuvântului, a particulelor antepuse.
- antepunere - vezi procliză.
- anterior - (despre sunete) articulat în partea dinainte a cavității bucale; exemplu: vocală anterioară.
- anticipare:

- fenomen fonetic care constă în pronunțarea unui sunet dintr-un cuvânt înainte de locul unde era pronunțat într-o epocă mai veche sau unde în mod normal ar trebui pronunțat;
- exprimare anticipată a subiectului sau a subiectivei, a complementului (in)direct și a subordonatelor completive (in)directe.
- antonim - cuvânt care, considerat în raport cu altul, are un înțeles exact opus.
- antropofonie - fonetică fiziologică.
- antroponimic - care aparține antroponimiei, care se referă la antroponimie; sinonim: antroponomastic.
- antroponimie

- ramură a lingvisticii care studiază numele de persoană;
- totalitatea numelor de persoană dontr-o localitate, dintr-o regiune sau dintr-o limbă.
- antroponomastic - vezi antroponimic.
- aorist - formă verbală în unele limbi (de exemplu în greaca veche), care exprimă o acțiune trecută, fără a indica dacă efectul ei persistă sau nu în momentul vorbirii.
- apelativ:

- care se aplică unei clase, unui gen, unei specii întregi, cu referire la ființe sau lucruri; general, generic;
- substantiv comun prin care se denumește, se caracterizează (prin trăsături generale) o persoană, un obiect, o specie etc. și care se opune numelor proprii sau altor categorii de substantive.
- apelativizare - transformare a unui termen în apelativ.
- apendice - element fonic suplimentar care însoțește articulația unui sunet.
- apertură - grad de deschidere a canalului fonator în timpul emiterii sunetelor.
- apex - (în grafia literelor latine) semn diacritic în forma unei mici bare verticale care marchează vocalele lungi.
- apical - despre sunete care se articulează apropiind vârful limbii de dinți, de alveole sau de bolta palatului.
- apocopă - fenomen fonetic care constă în dispariția unui sunet sau a unui grup de sunete de la sfârșitul unui cuvânt.
- apodoză - a doua parte a unei perioade condiționale, care exprimă consecința primei părți (numită protază); se numește apodoză în special propoziția regentă a unei subordonate condiționale.
- apofonie - vezi ablaut.
- apostrof - semn ortografic, în forma unei virgule (`), utilizat pentru a arăta dispariția accidentală în rostire a unui sunet sau a unei silabe.
- apoziție - atribut pus pe același plan cu cuvântul determinat (de obicei, în cazul nominativ).
- arabă - Limbă din familia semitică, vorbită în mai multe țări din sud-vestul Asiei și nordul Africii, având alfabet propriu.
- aramaică - limbă care face parte din grupul de limbi și dialecte din familia afro-asiatică, ramura semitică, și care formează, împreună cu cananeeana, subgrupul occidental nordic, reprezentând una dintre cele mai importante limbi ale Antichității, (în care sunt scrise unele cărți ale Bibliei).
- arbitrarul semnului lingvistic - în teoria lui Saussure, lipsa de legătură dintre conținutul exprimat de semnul lingvistic și forma acestuia (forma semnului este întâmplătoare în raport cu conținutul acestuia, nu depinde de el).
- arbore - reprezentare grafică a structurii de constituenți a unei fraze.
- arborele lui Chomsky - reprezentare grafică a unei familii de limbi.
- areologie - studiu al distribuției ariilor dialectale pe un anumit teritoriu.
- argou - limbaj convențional utilizat de anumite categorii sociale, cu scopul de a nu fi înțelese de neinițiați, mai ales de autorități și folosit mai ales de către anumite categorii (delincvenți, vagabonzi, cerșetori etc.)
- arhaism - cuvânt, formă fonetică sau gramaticală a unui cuvânt ori construcție de limbă care nu mai circulă în vorbirea curentă.
- arhifonem - unitate fonologică superioară fonemului, caracterizată prin îmbinarea unor trăsături distinctive provenind din mai multe foneme înrudite.
- arhigen - tip de gen gramatical dedus din genurile gramaticale clasice ale primului nivel de repartizare a acestora.
- armeană - limbă izolată din familia indo-europeană, grupul oriental, vorbită de armeni, care în forma clasică (veche) era limba liturgică a Bisericii armenești, împărțită astăzi în două dialecte principale.
- armonie vocalică - fenomen fonetic caracteristic unor limbi (fino-ugrice, turco-tătare ș.a.), care constă în potrivirea de timbru a vocalelor din elementele alcătuitoare ale unui cuvânt; sinonim: sinarmonie.
- aromână - dialect al limbii române vorbit de aromâni.
- articol - cuvânt dintr-o limbă determinată, dintr-un dialect, dintr-un autor etc, dispus, împreună cu alte cuvinte, după anumite criterii și însoțit de obicei de definiție, de explicarea sensurilor, de forme flexionare și variante etc, inclus într-un dicționar, glosar etc.; vezi și cuvânt-titlu.
- articol (gramatică) - parte de vorbire flexibilă care însoțește un substantiv, un adjectiv, un pronume, un numeral și având rolul de a individualiza obiectul desemnat de substantiv și de a marca diverse funcțiuni gramaticale.
- articulare

- (în morfologie) alăturarea articolului hotărât la un cuvânt;
- (în fonetică) modelare a curentului de aer expirat, produsă în cavitatea bucală, cu participarea diverselor organe articulatorii, pentru realizarea unui sunet.
- articulat - (despre substantiv sau despre un echivalent) care are articol.
- ascendent, diftong ~ - diftong în care primul element este o semivocală, iar al doilea o vocală.
- asemantic - (despre unități lingvistice) care este lipsit de sens.
- asibilare (sau asibilație) - fenomen fonetic care constă în transformarea unei consoane ocluzive în consoană africată sub influența unui i sau e următor.
- asimilație - fenomen fonetic care constă în modificarea unui sunet sub influența altuia.
  - asimilație progresivă - transformare a unui sunet de către altul care-l precedă.
  - asimilație reciprocă - transformarea a două sunete prin acțiune reciprocă.
  - asimilație regresivă - fenomen în care elementul asimilator se găsește după elementul asimilat.
- asindeton - absența conjuncțiilor între doi sau mai mulți termeni ai unei propoziții, între două sau mai multe propoziții ale unei fraze.
- asintaxie - limbaj lipsit total de structură gramaticală, constând într-o succesiune de cuvinte care își păstrează semnificația.
- aspect - categorie gramaticală proprie anumitor limbi, care arată gradul de realizare a acțiunii exprimate de verb; exemplu: aspectul continuu în limba engleză.
- aspectual (sau aspectiv) - care se referă la aspectul verbal.
- aspirasie - fenomen fonetic ce constă într-o întârziere a coardele vocale după emiterea unei consoane surde la închiderea pentru a pronunța o vocală.
- aspirat - (despre un sunet) realizat prin aspirație.
- aspirație - zgomot produs prin frecarea aerului în trecerea lui prin laringe, în timpul pronunțării unor sunete.
- assameză - limbă indo-ariană vorbită în nordul statului Assam din India.
- asterisc - semn grafic în formă de steluță prin care se separă unități de text (subcapitole) sau, așezat înaintea unui cuvânt sau forme gramaticale, arată că acestea nu apar în texte, ci sunt presupuse, reconstruite, iar, dacă apare în urma unui cuvânt, indică trimiterea la o notă sau înaintea elementelor (lexicale) neatestate și reconstituite etc.
- asurzire - vezi afonizare.
- atac - mișcare articulatorie a coardelor vocale, proprie începutului unei vocale.
- atematic - (despre cuvinte) în care sufixul sau desinența se adaugă direct la rădăcină, fără vocala tematică; lipsit de vocală tematică.
- atemporal - (despre forme verbale) care nu exprimă un timp, care este în afara timpului, care transcende timpul.
- atestat - (despre un cuvânt, formă gramaticală) a cărui existență este dovedită mai ales printr-un document scris.
- atic, dialect - dialect antic grec vorbit în Atica, care stă la baza limbii grecești comune (koine).
- atlas lingvistic - lucrare care, în urma anchetelor dialectale, studiului textelor, prezintă pe hărți răspândirea teritorială a diferitelor fenomene lingvistice, cum ar fi: trasarea izogloselor, stabilirea eventualului continuum dialectal etc.; altă denumire: hartă lingvistică; vezi și stratigrafie lingvistică.
- aton - (despre o vocală, o silabă, un cuvânt) care este lipsit de accent dinamic sau muzical.
- atracție - abatere a unor cuvinte sub influența vecinătății altor cuvinte.
- atracție paronimică - abatere care face ca termenul mai frecvent în limbă să-l atragă pe cel mai puțin cunoscut.
- atribut - parte secundară a propoziției, care determină un substantiv sau un substitut al acestuia.
- augment - element vocalic adăugat în unele limbi indo-europene înaintea unei forme de trecut a indicativului.
- augmentativ

- afix servind la formarea unui cuvânt nou care denumește un obiect de dimensiuni mai mari decât ale obiectului desemnat prin cuvântul de bază;
- cuvânt format cu un astfel de afix.
- australiană - una dintre cele trei mari familii de limbi vorbite în Oceania, alături de austroneziană și papua.
- austro-asiatice, limbi ~ - familie de limbi (munda, monkhmer, malacca, nicobareza și miao-yao) vorbite în Asia de Sud-Est.
- austroneziană - una dintre cele trei mari familii de limbi vorbite în Oceania, alături de cea australiană și papua.
- autohton - (despre limbi, graiuri, cuvinte etc.) care este socotit drept cel mai vechi dintre graiurile sau limbile vorbite într-un ținut.
- auxiliar - (sau cuvânt ajutător) cuvânt având rolul de a exprima raporturi între cuvinte sau nuanțe gramaticale ale cuvintelor pe care le însoțește (vezi și verb auxiliar).
- avară - limbă din familia caucaziană de nord-est⁠(d), vorbită în principal în Daghestan (unde este limbă oficială) și în unele regiuni din Azerbaijan.
- avestică - limbă indo-europeană din ramura indo-iraniană, grupul iranian, dispărută, în care a fost scrisă colecția cărților sacre ale lui Zoroastru.
- azeră - limbă din familia altaică, ramura turcică, vorbită în Azerbaidjan.
- aztecană - grup de idiomuri amerindiene; vezi și uto-aztecă.

## B
- b - a doua literă a alfabetului latin, în română fiind o consoană oclusivă bilabială sonoră.
- babiloniană - dialect akkadian vorbit în trecut în Mesopotamia.
- balcanice, limbi ~ - grup de limbi care se vorbesc în regiunea Balcanilor.
- balcanism - fenomen lingvistic specific regiunii balcanice.
- balcanistică - știință care studiază limbile, literaturile și istoria popoarelor balcanice.
- baltică - limbă indo-europeană vorbită de populațiile de pe coasta orientală a Mării Baltice și din care s-au desprins: letona, lituaniana și limba prusacă veche.
- bantu - grup mare de limbi aglutinante negroafricane, din Africa Centrală și Meridională, cu structură gramaticală și lexic apropiate.
- barbarism - termen sau construcție de origine străină, folosit inutil și fără a fi asimilat de limba care l-a împrumutat deoarece are echivalent aici; element de jargon.
- bască - limba izolată ne-indo-europeană, probabil rămășiță a unui grup de limbi mediteraneene pre-indo-europene, vorbită de basci.
- Basic English - formă simplificată a limbii engleze, cu circa 850 de cuvinte, cu scopul de a servi ca limbă internațională.
- Basic French - limbă artificială obținută în 1952 prin simplificarea limbii franceze.
- bașchiră - limbă altaică, ramura turcică, vorbită de bașkiri.
- bază de articulație:

- modul de articulare a sunetelor caracteristic pentru o anumită limbă sau un anumit dialect;
- sistemul pozițiilor și mișcărilor organelor fonatoare caracteristic vorbitorilor într-o anumită limbă sau într-un anumit dialect.
- bază dialectală - fundament al limbii literare alcătuit din particularitățile cele mai importante ale unui grai sau dialect.
- belarusă - limbă indo-europeană din familia slavă, grupul oriental, vorbită de belaruși.
- bengali - limbă indo-europeană, din ramura indo-iraniană, grupul indic de est, vorbită în Bengal (India) și în Bangladesh.
- berberă - grupă de limbi hamitice, vorbite de berberi.
- betacism - pronunțare alterată a consoanelor b și p.
- bilabial - sunet sau consoană care articulează cu participarea ambelor buze (exemple: b, p).
- bilingv - (despre persoane) care vorbește în mod curent și la fel de bine două limbi; care este scris în două limbi.
- bilingv, dicționar ~ - dicționar care cuprinde cuvintele unei limbi traduse (și explicate) în altă limbă.
- bilingvism - situația în care se află un vorbitor sau un grup social care folosește în mod curent și cu aceeași ușurință două limbi diferite.
- binarism - teorie fonologică bazată pe ipoteza opozițiilor binare.
- birmană (sau birmaneză) - limbă din familia sino-tibetană, ramura tibeto-birmană, vorbită de birmani.
- bisemic - (despre cuvinte) care are două sensuri diferite, în funcție de context.
- bisilab(ic) - (cuvânt) format din două silabe; sinonim: disilabic.
- bisociație - asociație între doi termeni foarte îndepărtați ca sens.
- bopomofo - alfabet creat pentru a fi utilizat în transliterarea din chineză standard în scopuri pedagogice și didactice.
- brahilogie - tip de elipsă care constă în evitarea repetării unui element al frazei, exprimat anterior.
- bretonă - limba indo-europeană din familia celtică, vorbită de bretoni.
- brevilocvență - vorbire scurtă, concisă, concentrată.
- bulgară - limba vorbită de bulgari, care face parte din grupul de sud al limbilor slave.
- bustrofedon - tip de scriere foarte veche, în care rândurile mergeau fără discontinuități de la stânga la dreapta și de la dreapta la stânga.
- buzzword - cuvânt sau o frază la modă, cu capacitate de impresionare, care este utilizată frecvent într-un anumit domeniu de activitate sau într-un context social specific.

## C
- c - a treia literă din alfabetul latin, fiind în română o consoană africată postalveolară surdă sau o consoană ocluzivă.
- cacofonie - asociație de sunete neplăcute auzului, care trebuie evitate.
- cacografie - ortografiere greșită.
- cacologie - construcție gramaticală, locuțiune sau expresie greșită.
- calc - traducerea din altă limbă a elementelor de formare a unui cuvânt sau a unei expresii; adăugarea la un cuvânt a unui sens nou după modelul unui cuvânt străin; altă denumire: împrumut semantic.

- calc lexical - aspect al împrumutului lexical, care constă în atribuirea de sensuri noi, după model străin, unor cuvinte existente în limbă.
- calc gramatical - copiere dintr-o limbă străină a unui procedeu morfologic sau sintactic.
- calc frazeologic - copiere a structurii unui grup de cuvinte care exprimă un conținut unic și formează o unitate frazeologică.

- calchiere - formarea de cuvinte sau expresii noi sau îmbogățirea un cuvânt sau o expresie cu un sens nou cu ajutorul unui calc.
- calitate - vezi timbru.
- calmucă - limbă din familia altaică, ramura mongolă, vorbită de calmuci.
- canal fonator - spațiul dintre organele vorbirii prin care trece curentul de aer sonor și a cărui formă determină caracteristicile sunetelor.
- cantitate - durată a pronunțării unui sunet sau a unei silabe.
- capacism - pronunțare alterată a consoanei c.
- catalană - limbă romanică vorbită în Catalonia și în regiunile învecinate.
- categorie gramaticală - noțiune morfologică fundamentală care caracterizează anumite părți de vorbire (flexibile) și care est exprimată gramatical prin schimbarea formei cuvintelor sau prin îmbinări de cuvinte; exemple: genul, numărul, cazul, persoana, timpul, modul.
- caucaziene, limbi ~ - familie de limbi vorbite în Caucaz, din care fac parte georgiana, cecena etc.
- cauzativ - vezi factitiv.
- caz

- categorie gramaticală specifică substantivului, prin care se exprimă raporturile logice dintre acesta și alte părți de propoziție;
- fiecare dintre formele flexionare ale substantivului, prin care se exprimă funcțiile sale sintactice.
- caz oblic - nume dat uneori în gramatica română cazurilor genitiv și dativ, iar în gramatica altor limbi, în mod curent, tuturor cazurilor, cu excepția nominativului și a vocativului.

- cazual - care arată cazul.
- cehă - limbă slavă din grupul occidental, vorbită în special în Cehia.
- celtice, limbi ~ - familie de limbi indo-europene vorbite, în antichitate, de vechii gali și, astăzi, de bretoni, irlandezi, scoțieni etc.
- centum, limbă ~ - limbă indo-europeană care a păstrat, în evoluția ei, sunetele velare „c" și „g" nealterate înaintea vocalelor „e" și „i"; exemple: greaca, limbile romanice, limbile germanice; vezi și satem, limbă ~.
- cezură - pauză de respirație între două propoziții dintr-o frază sau între două fraze.
- chestionar - listă de întrebări întocmită de lingviști cu scopul de a obține răspunsuri privitoare la fenomenele de limbă.
- chimograf - aparat folosit în fonetica experimentală pentru înregistrarea traseelor corespunzătoare unor caracteristici articulatorii sau acustice ale sunetelor vorbirii.
- circumlocuțiune - vezi perifrază.
- circumstanțial - care depinde de o circumstanță; vezi și: complement circumstanțial, propoziție circumstanțială.
- citare - Reproducere exactă a celor spuse sau scrise de cineva.
- citire erasmică - sistem de citire a limbii grecești vechi, stabilit de Erasmus din Rotterdam, în conformitate cu pronunțarea antică.
- citire reuchliniană - sistem de citire a limbii grecești vechi, numit după Johann Reuchlin, bazat pe normele de pronunțarea din greaca nouă.
- ciunism - preferință manifestată de Aron Pumnul pentru cuvintele cu sufixul ciune; vezi și ortografie italienizantă.
- clasém - ansamblu al trăsăturilor semantice minimale ale unei unități lexicale.
- clasificare genealogică - clasificare a limbilor bazată pe înrudirea acestora, în sensul provenienței dintr-o limbă comună inițială.
- clasificare morfologică (sau tipologică) - clasificare a limbilor bazată pe particularitățile structurii gramaticale a acestora.
- clișeu lexical - v. șablon.
- coalescență - schimbare fonetică ce constă în fuziunea a două sunete într-unul singur.
- cod - sistem de semne sau de semnale convenționale care servește la transmiterea unui mesaj, a unei comunicări.
- codare - transformare a unui text scris în limbaj obișnuit în grupe de semne, de litere sau de cifre, potrivit echivalențelor stabilite într-un cod.
- complement - parte de propoziție secundară care determină un verb, un adjectiv, un adverb sau o interjecție predicativă.

- complement circumstanțial - complement care arată împrejurarea în care se desfășoară acțiunea exprimată de verb.

- complement circumstanțial de excepție - complement care desemnează obiectul sau faptul ce exprimă o excepție în raport cu subiectul, cu numele predicativ sau cu complementul.
- complement circumstanțial de timp -  complement circumstanțial care arată timpul când se petrece o acțiune sau când există o stare ori o însușire.
- complement circumstanțial instrumental - complement circumstanțial care arată mijlocul prin care se realizează o acțiune; vezi și instrumental.

- complement de agent - subiectul logic al acțiunii unui verb pasiv.
- complement direct - complement care exprimă obiectul asupra căruia se răsfrânge direct acțiunea unui verb; sinonim: obiect direct.

- compunere - procedeu de formare a cuvintelor prin combinarea a două sau mai multe cuvinte-bază.
- comunicare - transmitere sau schimb reciproc de cunoștințe, informații prin intermediul unui limbaj articulat.

- comunicare orală - transmitere de informație prin viu grai;
- comunicare scrisă - transmitere de informație prin intermediul scrisului.
- comunitate lingvistică - grup uman ai cărui membri au în comun o singură varietate lingvistică și normele întrebuințării sale corespunzătoare.
- comutare -înlocuirea unui element lingvistic cu alte elemente lingvistice din același plan, pentru a i se determina valoarea lui în limbă.
- concordanța timpurilor - potrivire, acord între timpul din propoziția subordonată și timpul din cea regentă.
- concordanță - specie de glosar constând în listarea cuvintelor, însoțite fiecare de un microcontext pentru înțelegerea acestora.
- condițională - aspect al modului condițional-optativ care presupune realizarea unei acțiuni numai cu îndeplinirea unei condiții.
- condițional-optativ-potențial - Mod al verbului care exprimă o posibilitate reală dorită și o posibilitate realizabilă.
- conectiv - cuvânt care realizează o relație, o legătură în cadrul propoziției sau frazei (de exemplu: prepozițiile și conjuncțiile).
- congruență - acord dintre subiect și predicat.
- conjugare

- modificare a formei verbelor în raport cu categoriile gramaticale de persoană, timp, mod și diateză;
- categorie sau grupă de verbe rezultată dintr-o clasificare al cărui criteriu este terminația infinitivului scurt.
- conjunctiv  - mod al verbului care exprimă o posibilitate reală și realizabilă.
- conjuncție - parte de vorbire care leagă, în cadrul propoziției sau frazei, unități sintactice omogene sau eterogene, realizând raporturi de coordonare sau subordonare.

- conjuncție adversativă - conjuncție care introduce o propoziție adversativă.
- conjuncție cauzală - conjuncție care introduce o propoziție cauzală.

- conjuncționalizare - trecere, prin conversiune, a unui adverb relativ sau a unei prepoziții la conjuncție.
- conotație - restrângere sau extindere a sensului unui cuvânt în funcție de context.
- consoană - sunet format prin închiderea totală și deschiderea bruscă a canalului vorbitor într-un punct oarecare al parcursului său.

- consoană africată - consoană care se pronunță prin închiderea și deschiderea treptată, nu bruscă, a canalului fonator, urmate de o constricție a acestuia; acestea sunt: [t͡s], [d͡z], [t͡ʃ], [d͡ʒ], [t͡ɕ], [d͡ʑ], [ʈ͡ʂ], [ɖ͡ʐ]; altă denumire: consoană semioclusivă.
- consoană aproximantă - sunet de vorbire care se produce, fără flux de aer turbulent, în tractul vocal.
- consoană fricativă - consoană pronunțată prin strâmtarea canalului fonator și prin frecarea aerului de pereții acestuia.

- consoană fricativă alveolopalatală sonoră - sunet consonantic care apare în anumite limbi vorbite și cu simbolul fonetic [ʑ].

- consoană nazală palatală - sunet consonantic având simbolul fonetic [ɲ] și care se pronunță prin atingerea sau apropierea rădăcinii limbii de vălul palatului.
- consoană obstructivă - sunet produs atunci când fluxul de aer este parțial sau complet blocat în tractul vocal; poate fi: oclusivă, africată sau fricativă.
- consoană semioclusivă - vezi consoană africată.
- consoană sonantă labiopalatală - consoană sau semivocală al cărui loc de articulare este dublu, pe de o parte în zona velară și pe de alta la nivelul labial; simbolul său fonetic este [ɥ].
- consoană sonantă velară - consoană sonantă cu simbolul fonetic [ɰ], pronunțată prin atingerea sau apropierea rădăcinii limbii de vălul palatului.
- consoană sonoră (sau fonică) - consoană care este rostită prin vibrarea coardelor vocale, glota fiind închisă.

- consonantism - totalitatea consoanelor unei limbi.
- construcție gramaticală - îmbinare de elemente gramaticale.
- construcție asindetică - construcție în care topica devine un mijloc de exprimare a raporturilor sintactice în locul conjuncțiilor care lipsesc.
- contaminație (sau contaminare)

- încrucișare între două limbi;
- influență reciprocă între două elemente lingvistice asemănătoare (cu modificare formei).
- context - text mai mare dintr-o scriere în care se încadrează un cuvânt, o expresie, interesante dintr-un anumit punct de vedere.
- context minimal - cea mai mică îmbinare de cuvinte prin care se poate ilustra un raport sintactic, o valoare a unei forme.
- continuum dialectal - o serie de limbi și dialecte vorbite pe o arie geografică, în care vorbitorii unui dialect îi înțeleg pe vorbitorii dialectelor învecinate.
- contradicție în adaos - alăturarea unor secvențe lingvistice cu sens contrar, adică incompatibile între ele din punct de vedere semantic, din care rezultă nonsensuri sau absurdul.
- contragere -  reducerea cantitativă a unor entități precum cuvinte, grupuri de cuvinte, propoziții sau fraze, din dorința de a simplifica vorbirea.
- conversiune - procedeu de formare a cuvintelor prin schimbarea categoriei gramaticale.
- co-ocurență - prezența simultană a două sau mai multe entități lingvistice în același context, acesta fiind considerat în sensul cel mai larg, de la silabă la contextul situațional.
- cratimă - semn grafic ca liniuță orizontală folosit (pentru a lega două sau mai multe cuvinte care se pronunță împreună sau) pentru a despărți cuvintele în silabe; sinonim: liniuță de unire.
- crază - fuziune a vocalei inițiale a unui cuvânt cu vocala finală a cuvântului precedent.
- croată - limbă indo-europeană din ramura limbilor slave, grupul limbilor slave de sud, vorbită în special în Croația, și considerată de unii specialiști ca fiind identică cu sârba (limba sârbocroată).
- cușită - grupă de limbi afro-asiatice vorbite în nord-estul Africii.
- cuvânt - cea mai mică unitate independentă de semnificație⁠(d) și structură care poate fi utilizată într-o comunicare; este un element de bază al limbajului, format dintr-o succesiune de sunete (în limbajul oral) sau semne grafice (în limbajul scris), care exprimă un sens și are funcție gramaticală.[necesită citare]

- cuvânt-cheie⁠(d) - termen esențial, reprezentativ sau central care captează ideea principală, tema sau subiectul⁠(d) unui text, discurs sau context, având o semnificație deosebită în raport cu tema analizată și care evidențiază conceptele esențiale.
- cuvânt împrumutat (sau împrumut lexical) - cuvânt care a fost preluat dintr-o altă limbă și integrat în vocabularul unei limbi, păstrând total sau parțial forma și sensul original.
- cuvânt înrudit - cuvânt care are aceeași rădăcină cu alt cuvânt și este format prin derivare, compunere sau flexiune, păstrând o legătură de sens și origine între ele.
- cuvânt-titlu⁠(d) - cuvânt pus în fața unui articol de dicționar.

## D
- dativ - caz al substantivului căruia îi corespunde funcția de complement indirect sau de complement circumstanțial.
- dativ adnominal - dativ cu valoare posesivă.
- declinare - modificare suferită de un substantiv, articol, pronume sau numeral pentru exprimarea unui anumit caz, gen sau număr.
- decodare - descifrare a unui mesaj, alcătuit pe baza unui cod.
- dedublare - transformare a unei forme pronominale în două forme diferite, pentru a putea explica cele două nuanțe simultane ale conținutului ei semantic.
- definiție - formulare prin care se exprimă conținutul unei noțiuni.
- deglutinare - fenomen contrar aglutinării, schimbare fonetică care constă în separarea unui segment inițial al unui cuvânt de restul acestuia.
- deictic - cuvânt a cărui funcție principală este de a indica un obiect în spațiu (exemple: adjectivele și pronumele demonstrative)
- denominativ - adjectiv, adverb sau verb derivat de la un substantiv sau un adjectiv.
- denotație - desemnare a sensului propriu al unui cuvânt; actul repetabil prin care unui obiect i se atribuie un nume.
- depalatalizare - Pierederea caracterului palatal al unei consoane care se află înaintea unui e sau i.
- dependență - stare de subordonare, lipsă de autonomie a unei unități sintactice.

- dependență multiplă - dependență de două sau mai multe elemente regente.
- dependență unică - dependență de un singur element regent.

- deraiere lexicală - deviere a sensului unui cuvânt sub influența altui cuvânt.
- deschidere - lărgire a canalului fonator în timpul articulării unui sunet; însușire a unei vocale de a fi deschisă.

- deschidere a silabelor - terminare în vocală a unei silabe.
- deschidere a unei vocale - trecerea unei vocale din seria celor închise în seria celor deschise.

- desinență - Element morfologic, situat la tema unui cuvânt pentru a exprima numărul, cazul, persoana etc.
- determinant abstract - Termen subordonat celui regent care intră în raportul sintactic fără conținut lexical, numai cu o semnificație gramaticală.
- determinant concret - Termen care intră în raportul sintactic dispunând de un conținut lexical precis.
- dezacord - Neconcordanță între subiect și predicat din punctul de vedere al persoanei și numărului.
- deziotacizare - Revenire, sub influența limbii literare, la formele fonetice cu dentalele sau cu vocala e nealterate de iot.
- diacronie - Evoluție în timp a fenomenelor lingvistice sau considerarea acestor fenomene în evoluția lor istorică.
- dialect - Ramificație teritorială a unei limbi, superioară subdialectului și graiului, dar subordonată limbii naționale și care permite comunicarea între comunități vecine și ai cărui vorbitori au, în general, conștiința apertenenței la un anumit tip dialectal.
- dialect convergent (tipic) - Dialect în contact geografic și lingvistic cu celelalte varietăți ale limbii căreia i se subordonează.
- dialect divergent (atipic) - Dialect fără contact geografic și lingvistic cu celelalte unități teritoriale ale unei limbi, fără perspectiva unirii sale cu limba națională și nici de a deveni limbă independentă.
- diateză - categorie gramaticală verbală care exprimă raportul dintre subiect și acțiunea verbului.
- diateza activă - diateză care arată că subiectul îndeplinește acțiunea.
- disilabic - vezi bisilabic.
- dislocare - procedeu sintactic prin care un grup de cuvinte dintr-o propoziție sau dintr-o frază este frânt și despărțit prin anumite unități lexicale incidente, independente sau dependente (părți de propoziție, propoziții sau fraze) de restul propoziției sau al frazei.
- dual - vezi număr dual.
- dublet - fiecare dintre cuvintele cu același etimon, dar cu aspect fonetic și uneori cu sens diferit, care au intrat într-o limbă dată în momente sau pe căi diferite.
- dyula - limbă de tip mande vorbită în Burkina Faso, Coasta de Fildeș și Mali.

## E
- echivalent - cuvânt sau locuțiune cu valoare morfologică, cu semnificație lexicală și cu funcție sintactică asemănătoare cu aceea a unui alt cuvânt sau cu aceea a unei alte locuțiuni.
- echivoc:

- exprimare neclară, ambiguă, datorată omonimelor sau folosirii necorespunzătoare a unor cuvinte omofone și omografe;
- cuvânt, propoziție cu dublu sens, dintre care un sens este adesea obscen, grosolan; atitudine, purtare, situație neclară care are mai multe aspecte (dintre care unele sunt neplăcute).
- edomită - limbă canaanită semitică de nord-vest, foarte asemănătoare cu ebraica, vorbită de edomiți în mileniul 2 și 1 î.Hr.
- educație lingvistică - procesul și practica de a dobândi o limbă străină.
- egalitate - valoare relațională a comparației la adjective și la adverbe, care presupune o intensitate relativă a însușirilor sau a caracteristicilor comparate, doi termeni de comparație și o realizare cu anumite mijloace gramaticale.
- element autohton - trăsăturile fonetice, lexicale și gramaticale pe care o limbă le-a moștenit din substrat.
- element de relație - cuvânt care realizează un anumit tip de relație, în propoziție sau în frază (de coordonare sau subordonare).
- element formativ - cuvânt simplu care intră ca parte constitutivă într-un cuvânt compus sau într-o locuțiune.
- elidare - vezi: eliziune.
- elipsă - omitere din vorbire sau din scriere a unor cuvinte sau a unor propoziții, care se subînțeleg sau care nu sunt absolut necesare pentru înțelesul comunicării.
- eliziune - suprimarea vocalei finale a unui cuvânt atunci când cuvântul următor începe cu o vocală; vezi și liaison.
- emisiune de sunete - emitere de către organul vorbirii a sunetelor articulate cu care se formează cuvintele.
- encliză (postpunere, postpoziție) - așezare a unui cuvânt sau a altui element neaccentuat în urma altui cuvânt accentuat.
- engleza veche - vezi anglo-saxonă.
- englezism - vezi anglicism.
- enunț - comunicare de sine-stătătoare, organizată gramatical sub forma unor unități sintactice superioare, care cuprind informații, constatări, sfaturi, îndemnuri etc.
- enunțiativă - propoziție care conține o enunțare, o constatare obiectivă, relatarea unui fapt real, realizabil sau ireal.
- epenteză - modificare fonetică care constă în apariția unui sunet nou, de obicei consoană, între două consoane greu de pronunțat, în interiorul unui cuvânt.
- epigrafie - știință auxiliară a istoriei care se ocupă cu descifrarea și interpretarea inscripțiilor vechi, pe piatră, metal, lemn etc.
- ergativitate divizată - în tipologia lingvistică, caracteristică a anumitor limbi în care unele construcții folosesc sintaxa și morfologia ergativă, dar alte construcții prezintă o altă structură, de obicei nominativ-acuzativă.
- esperanto - limbă artificială, creată de Zamenhof din cuvinte romanice și germanice.
- etimologie

- origine a unui cuvânt;
- ramură a lingvisticii care se ocupă cu originea și evoluția cuvintelor.
- etimon - cuvânt de bază, de obicei dintr-o limbă străină, din care derivă un cuvânt al unei limbi.
- excepție - vezi: complement circumstanțial de excepție și propoziție de excepție.
- expletiv - element de limbă care este lipsit de sens gramatical, fiind inutil din punct de vedere logic într-o anumită construcție sintactică, deși în altele are un asemenea sens.
- expresie - construcție concisă care exprimă, de obicei în mod figurat, o idee.

- expresie arhaică - expresie învechită, specifică unei perioade vechi din dezvoltarea limbii.
- expresie dialectală - expresie care aparține unui anumit dialect.
- expresie echivocă - expresie neclară, confuză, ambiguă, dacă este scoasă din context.
- expresie frazeologică - vezi expresie idiomatică.
- expresie idiomatică - expresie cu structură complexă, specifică unui anumit idiom (limbă, dialect sau grai), care amintește prin întindere, de cele mai multe ori, de aspectul unei propoziții sau al unei fraze foarte sudate și care, datorită înțelesului figurat al întregii structuri, nu poate fi tradusă cuvânt cu cuvânt în alte limbi decât prin perifraze aproximative; sinonim: expresie frazeologică.
- expresie verbală - expresie în structura căreia intră obligatoriu un verb (de obicei "a fi") și care reprezintă fie numai o unitate lexicală, fie o unitate lexicală și gramaticală.
- expresie verbală impersonală - expresie verbală cu sens impersonal alcătuită din verbul copulativ "a fi" și un adverb, o locuțiune adverbială (de mod), un alt verb la supin sau chiar un substantiv.

## F
- factitiv, verb ~ - verb tranzitiv care arată că subiectul determină pe cineva să îndeplinească o acțiune; sinonim: verb cauzativ.
- factor - condiție, element, împrejurare care poate influența, determina sau explica, la un moment dat, un fenomen de ordin lingvistic.

- factor extragramaticál - factor de altă natură decât de ordin gramatical, din afara gramaticii;
- factor extralingvístic - factor de altă natură decât de ordin lingvistic, din afara limbii;
- factor intragramaticál - factor de natură gramaticală, situat în interiorul gramaticii;
- factor intralingvistic - factor de natură lingvistică, situat în interiorul limbii.

- faliscă - limbă indo-europeană vorbită de triburile faliscilor din Italia centrală.
- familie de cuvinte - grup de cuvinte înrudite, cu sensuri și forme asemănătoare, derivate de la un cuvânt de bază.
- familie de limbi - grup de limbi care provin din aceeași limbă comună și cu care se aseamănă.
- figură etimologică - construcție sintactică în care sunt alăturate două cuvinte înrudite etimologic (de obicei un verb și un substantiv).
- filologie - disciplină care studiază cultura scrisă din punctul de vedere limbii, al influențelor suferite, al autenticității etc.
- filologie clasică - disciplină care studiază antichitatea din punct de vedere istoric, literar și arheologic.
- filologie comparată - disciplină care studiază comparativ mai multe limbi.
- finală - propoziție subordonată cu funcție de complement circumstanțial de scop pe lângă verbul sau locuțiunea verbală din propoziția regentă.
- flectiv - unitate morfemică rezultată din prima analiză în constituienți imediați a unui cuvânt, asemănătoare cu unul sau mai multe morfeme dependente și așezată după radical.
- flexibilitate - calitate a unor părți de vorbire de a-și schimba forma, în raport cu categoriile gramaticale specifice sau comune, în vederea exprimării unor relații gramaticale.
- flexiune - totalitate a schimbărilor pe care le suferă forma unui cuvânt pentru a exprima anumite raporturi gramaticale.
- fond principal de cuvinte (sau fond lexical principal) - partea esențială a vocabularului unei limbi, caracterizată printr-o mare stabilitate, cuprinzând toate cuvintele de mare frecvență, care denumesc noțiuni fundamentale și care sunt, în general cuvinte vechi cu numeroase derivate și cu multe expresii și locuțiuni.
- fonem - cea mai mică unitate sonoră a limbii, care nu poate fi divizată în unități succesive mai mici decât ea și care are rolul de a diferenția între ele cuvintele și formele gramaticale ale aceluiași cuvânt.
- fonetică - ramură a lingvisticii care studiază producerea, structura acustică, transmiterea, audiția și evoluția sunetelor limbajului articulat.

- fonetică acustică - ramură a foneticii care studiază proprietățile fizice ale sunetelor vorbirii, cum ar fi frecvența și amplitudinea lor în timpul transmiterii.
- fonetică articulatorie - ramură a foneticii care studiază mișcarea organelor vorbirii în articularea sunetelor precum și funcțiile acestor organe.
- fonetică comparată - ramură a foneticii care studiază sunetele în evoluția lor paralelă în mai multe limbi înrudite.
- fonetică descriptivă - ramură a foneticii care se ocupă cu descrierea și clasificarea sunetelor vorbirii în general sau ale unei limbi anumite într-o perioadă determinată; alte denumirî: fonetică statică, fonetică sincronică.
- fonetică diacronică - vezi fonetică istorică.
- fonetică evolutivă - vezi fonetică istorică.
- fonetică experimentală - ramură a foneticii care studiază sunetele articulate cu ajutorul unor aparate speciale și al unor mijloace tehnice; altă denumire: fonetică instrumentală.
- fonetică funcțională - vezi fonologie.
- fonetică generală - ramură a foneticii care studiază sunetele în general, fără să se oprească la o limbă anumită.
- fonetică instrumentală - vezi fonetică experimentală.
- fonetică istorică - ramură a foneticii care studiază sunetele unei limbi sau ale unui grup de limbi înrudite în dezvoltarea lor, încercând să stabilească legile după care au loc modificările fonetice; alte denumiri: fonetică evolutivă, fonetică diacronică.
- fonetică sincronică - vezi fonetică descriptivă.
- fonetică sintactică - studiul modificărilor fonetice suferite de un cuvânt sub influența cuvintelor vecine cu care se găsește în relații sintactice.
- fonetică statică - vezi fonetică descriptivă.

- fonetism:

- totalitatea sunetelor unui sistem fonetic;
- mod special de a pronunța un anumit sunet sau un anumit cuvânt.
- fonologie - ramură a foneticii care se ocupă cu studiul sunetelor din punctul de vedere al valorii funcționale, stabilind sistemele de foneme ale unui idiom și caracterul diferitelor variante; altă denumire: fonetică funcțională.
- formație - mod de dispunere, de combinare a elementelor de formare a unui cuvânt.
- formă:

- complex de sunete prin care se exprimă un sens;
- aspectul exterior al unui cuvânt pentru a exprima o valoare sau o funcție gramaticală.
- funcție - ansamblu de proprietăți ale unor elemente lingvistice în raport cu procesul general al comunicării.

## G
- galicism - expresie proprie limbii franceze, care se abate de la regulile gramaticii sau dificil de tradus în altă limbă.
- geminație - lungire a unei consoane, care este pronunțată cu o durată mai mare.
- gen gramatical - categorie flexionară bazată pe distincția dintre sexul masculin și cel feminin și exprimată cu ajutorul substantivului, desinenței sau articolului.
- geografie lingvistică - metodă care înregistrează pe hărți varietățile dialectale ale unei limbi și le interpretează în perspectivă geografică.
- gerundiv

- formă verbală latină cu sens pasiv dublat de cel de necesitate, derivată de la tema gerunziului;
- una dintre formele participiului prezent (ale gerunziului) din franceză.
- gerunziu - mod al verbului (nepersonal, nepredicativ, simplu) care exprimă acțiunea în desfășurare sau încheiată sub forma unei caracteristici circumstanțiale.
- glosar

- listă de cuvinte însoțită de explicația lor;
- dicționar, vocabular.
- glosar dialectal - repertoriu de cuvinte, forme și sensuri lexicale înregistrate prin anchete speciale, monografii și atlase lingvistice.
- glosă - explicare a sensului unui cuvânt sau al unui pasaj dintr-o scriere.
- glosemantică - ramură a lingvisticii structuraliste care aplică în domeniul semioticii teoria pozitivismului logic.
- glotonim⁠(en)[traduceți] (sau glosonim) - nume dat unei limbi.
- grafie - mod de redare în scris a cuvintelor; scriere.
- gramaticalizare - fenomen lingvistic care constă în abstractizarea cuvintelor, pierderea conținutului lor noțional, lexical și afectiv și transformarea în instrumente gramaticale.

## H
- hamitice, limbi ~ - grup de limbi vorbite în nordul și estul Africii; exemple: berberă, cușită, egipteană.
- hartă lingvistică - vezi atlas lingvistic.
- hiat - întâlnirea a două vocale care fac parte din silabe diferite.
- hidronim - cuvânt care definește o apă.
- hidronimie - totalitatea numelor de ape dintr-o regiune sau dintr-o țară.
- hipercorectitudine - abatere lingvistică datorate necunoașterii formei corecte de către vorbitori și a temerii acestora de a nu greși.
- hiperurbanism

- crearea unor variante fonetice, forme gramaticale datorită intenției vorbitorului de a evita o exprimare presupusă neliterară;
- formă rezultată din acest fenomen.
- hipocoristic - cuvânt care, datorită sufixului diminutival, exprimă un sentiment de afecțiune, de consolare, de dezmierdare.
- hipotaxă - raportul de subordonare prin joncțiune în cadrul frazei, cu ajutorul conjuncțiilor și locuțiunilor conjuncționale subordonatoare, al pronumelor și adjectivelor relative, al pronumelor și adjectivelor nehotărâte cu funcție de relație și al adverbelor relative.

## I
- idiom - termen general care desemnează o unitate lingvistică (limbă, dialect, grai).
- implicație cauzală - implicație care exprimă relația cauzală în propozițiile condiționale.
- implozie - prima fază a articulării unei consoane oclusive.
- inerență - calitate al unui raport dintre două categorii sintactice, ce se presupun în cadrul aceleaiași unități și se definesc una prin cealaltă.
- infix - element fonetic (de obicei consoană) care se inserează în rădăcina unui cuvânt și are o valoare morfologică.
- influență - acțiune exercitată de vorbitorii unei limbi asupra vorbitorilor altei limbi.
- inovație - crearea unei forme noi în cadrul unei limbi ca urmare a evoluției acesteia.
- instrumental - caz al flexiunii nominale în indo-europeană (transmis și în limba rusă) care arată instrumentul cu ajutorul căruia se realizează acțiunea verbului; vezi și propoziție instrumentală.
- instrument gramatical - cuvânt cu funcție exclusiv gramaticală, care nu se poate utiliza singur în vorbire, ci numai împreună cu cuvintele pe care le leagă.
- insuficiență noțională - slăbire accentuată sau lipsă a conținutului noțional al unui cuvânt.
- insuficiență semantică - slăbire accentuată sau lipsă a conținutului semantic al unui cuvânt.
- inteligibilitate - procentul de elemente de vorbire (atunci când materialul de vorbire este format din cuvinte întregi, fraze sau propoziții) recepționate corect în raport cu toate elementele transmise.

- inteligibilitate mutuală - relația dintre limbi și dialecte în care vorbitorii diferitelor varietăți (care sunt înrudite lingvistic) pot să se înțeleagă cu ușurință între ei fără a studia limba sau dialectul celorlalți.

- intercalare - poziționare neobișnuită a unei părți de propoziție între componentele unei structuri verbale sau propoziționale sau a unei propoziții întregi între componentele unei alte propoziții.
- interslavă - limbă artificială construită prin modernizarea limbii slavone pentru comunicarea dintre slavi.
- intonație - unitate suprasegmentală extensivă care constă în schimbarea înălțimii tonului pe parcursul unui enunț.
- inventar - totalitatea unităților care constituie o parte de vorbire, o clasă ori o specie lexicală sau gramaticală.
- ipostază - schimbare a categoriei gramaticale.
- izoglosă - linie care arată pe o hartă limitele teritoriale ale unei particularități de limbă.

## Î
- îmbinare frazeologică - combinare stabilă de cuvinte, percepută ca unitate distinctă, ale cărei elemente își păstrează independența semantică.
- îmbinare liberă de cuvinte - combinație accidentală de cuvinte în procesul comunicării, neconsacrată de uz.
- împrumut - cuvânt sau îmbinare de cuvinte luate dintr-o limbă străină; împrumutul poate fi direct, când este luat nemijlocit de către vorbitori prin contact cu alte popoare, sau indirect (savant), când este luat sau tradus din lată limbă pe cale cultă (vezi și: calc, neologism).

## J
- jargon - Limbaj specific unei anumite categorii sociale, cu o circulație restrânsă și care conține un număr redus de cuvinte.
- jogo, limbi ~ - limbi mande vorbite în special în Ghana și în Coasta de Fildeș.
- joncțiune - Legătură, unire între două părți de propoziție, propoziții, locuțiuni, cu ajutorul unor instrumente gramaticale ca: prepoziții, conjuncții, locuțiuni prepoziționale, locuțiuni conjuncționale etc.

## K
- khazară - grup de dialecte turcice, vorbite în trecut de către khazari.
- koiné:

- variantă lingvistică servind comunicării între vorbitori de dialecte sau graiuri diferite; vezi și lingua franca;
- limba greacă comună, formată din secolele IV-III î. Hr. pe baza dialectului atic.

## L
- labializare - pronunțare a unui sunet însoțit de o mișcare de rotunjire a buzelor.
- ladină dolomitică - ramură centrală a limbii retoromane, vorbită în Munții Tirolului (Dolomiți) și pe văile râului Adige.
- latină - limbă indo-europeană din ramura italică, vorbită în Antichitate de romani și din care au provenit limbile romanice.

- latină clasică - latină utilizată în scris de populația romană educată; sinonim: latină literară.
- latină contemporană - vezi latină vie.
- latină dunăreană - latină vorbită de populațiile romanizate din ținutul Dunării până în secolele V-VI.
- latină literară - vezi latină clasică.
- latină medievală - latină utilizată în Europa Occidentală în acte publice și ca limbă de cult.
- latină populară - vezi latină vulgară.
- latină târzie - latină folosită în epoca imediat anterioară formării limbilor romanice.
- latină vie - limbă internațională auxiliară, utilizată în special în denumiri științifice (cum ar fi în taxonomie) sau în cultul catolic (latina ecleziastică); altă denumire: latină contemporană.
- latină vulgară -  latina folosită de populația romană neinstruită; sinonim: latină populară.

- latinism

- cuvânt, formă sau contrucție sintactică împrumutate fără necesitate din latină și neasimilate în lima respectivă;
- curent apărut în lingvistica românească, care, pentru a demonstra caracterul latin al limbii române, a încercat să elimine cuvintele de alte origini și să introducă în mod forțat termeni latini.
- latinizare

- introducere de cuvinte latine într-o limbă;
- modificarea formei cuvintelor dintr-o limbă pentru a obține un aspect latin.
- latino sine flexione - limbă artificială creată prin simplificarea gramaticii limbii latine.
- lege lingvistică

- raportul necesar, esențial și repetabil dintre laturile aceluiași fenomen lingvistic;
- modificare cu caracter regulat care intervine într-un fenomen lingvistic și care exprimă esența acestuia.
- lexem - cuvânt sau parte de cuvânt care servește ca suport minimal al semnificației.
- liaison - fenomen fonetic al limbii franceze, care constă în pronunțarea unei  consoane la finalul unui cuvânt succedat de o vocală; vezi și eliziune.
- ligbi - limbă de tip mande vorbită în  Ghana și în nord-vestul al regiunii Brong-Ahafo.
- limbă:

- sistem de comunicare alcătuit din sunete articulate, specific oamenilor, prin care aceștia își exprimă gândurile, sentimentele și dorințele; vezi și: limbaj, grai;
- limbajul unei comunități umane, istoric constituită, caracterizat prin structură gramaticală, fonetică și lexicală proprie.
- limbă analitică - limbă care exprimă raporturile gramaticale prin cuvinte izolate.
- limbă artificială  - limbă care nu a apărut prin evoluție și a cărei fonologie, gramatică și vocabular au fost inventate de către un om sau un grup mic de oameni.
- limbă cu marcare nulă - limbă care nu marchează gramatical⁠(d) dependenții sau modificatorii sau capetele sau nucleele care arată relația dintre diferitele componente ale unei fraze.
- limbă de lucru - limbă oficială folosită la traducerea discursurilor, la procese verbale etc.
- limbă literară - forma cea mai îngrijită, normată a unei limbi naționale, rezultat al folosirii acesteia de către scriitori.
- limbă maternă - prima limbă învățată de o persoană de obicei în copilărie, în familie.
- limbă moartă - limbă care nu mai este vorbită din motive de ordin istoric, vorbitorii ei dispărând în timp sau suferind transformări radicale.
- limbă națională - limba vorbită de majoritatea poporului unui stat, nefiind neapărat limba oficială.
- limbă oficială - limbă desemnată de constituția unui stat și utilizată de instituțiile acestuia.
- limbă OSV - limbă în care în care complementul, subiectul și predicatul unei propoziții apar în mod uzual în această ordine.
- limbă OVS - limbă în care în care complementul, predicatul și subiectul unei propoziții apar în mod uzual în această ordine.
- limbă regională - limbă vorbită într-o zonă restrânsă a unui stat.
- limbă scrisă - limbă care are un sistem de scriere.
- limbă sintetică - limbă în care raporturile gramaticale se exprimă, de obicei, prin adăugarea de afixe la tema cuvintelor.
- limbă SOV - limbă în care în care subiectul, complementul și predicatul unei propoziții apar în mod uzual în această ordine.
- limbă SVO - limbă în care în care subiectul, predicatul și complementul unei propoziții apar în mod uzual în această ordine.
- limbă-țintă - limba în care se traduce sau limba străină studiată.
- limbă veche - limbă care s-a vorbit într-o epocă îndepărtată, care este cunoscută (și studiat) sub aspectul ei din trecut (deosebit de cel actual); exemple: greaca veche, engleza veche.
- limbă vie - limbă care se vorbește și evoluează, care este în circulație.
- limbă vorbită - limbă ale cărei cuvinte sunt pronunțate de cunoscătorii acesteia.
- limbă VOS - limbă în care în care predicatul, complementul și subiectul unei propoziții apar în mod uzual în această ordine.
- limbă VSO - limbă în care în care predicatul, subiectul și complementul unei propoziții apar în mod uzual în această ordine.

- lingua franca:

- limbă comună care consta din italiană amestecată cu elemente din franceză, provensală, spaniolă, greacă, turcă și arabă, vorbită în trecut în porturile mediteraneene; vezi și koine;
- limbă folosită drept mijloc de comunicare între persoane vorbitoare de diverse limbi.
- lingvistică - știință care studiază limba, aspectele și legile ei de dezvoltare.

- lingvistică aplicată - știință care are ca obiectiv descrierea completă a limbilor și aplicarea lingvisticii în alte domenii (cum ar fi: educație, psihologie, antropologie, sociologie, studiul comunicării).
- lingvistică comparativă - disciplină care studiază comparativ concordanțele fonetice, semantice și gramaticale din mai multe limbi.
- lingvistică computațională - domeniu interdisciplinar care se ocupă de modelarea statistică sau bazată pe reguli a limbajelor naturale, dintr-un punct de vedere legat de calculatoare.
- lingvistică diacronică - vezi lingvistică istorică și lingvistică sincronică.
- lingvistică generală - domeniu al lingvisticii care studiază limba din punctul de vedere al trăsăturilor ei generale, de mijloc de comunicare specific omului.
- lingvistică istorică - ramură a lingvisticii care studiază limbile din perspectiva evoluției ascestora; altă denumire: lingvistică diacronică.
- lingvistică matematică - disciplină care studiază fenomenele de limbă cu mijloace matematice.
- lingvistică neștiințifică - totalitatea preocupărilor lingvistice manifestate în Antichitate și în Evul mediu, care nu beneficiau de metode riguroase de cercetare.
- lingvistică sincronică - studiu al faptelor de limbă așa cum se prezintă acestea la un moment dat; vezi și lingvistică diacronică.
- lingvistică structurală (sau structuralistă) - disciplină care studiază relațiile dintre elementele limbii și caracterul sistematic al acesteia.
- lingvistică științifică - lingvistică ce se bazează pe cunoștințe veridice despre limbă și pe principii și metode științifice de cercetare; a luat naștere la începutul secolului al XIX-lea.
- lingvistică teoretică - ramură a lingvisticii care se ocupă cu modelarea cunoștințelor lingvistice.

- linie de dialog - semn de punctuație care precedă și semnalează începutul vorbirii directe a persoanelor din cadrul unui dialog.
- liniuță de unire - vezi cratimă.
- listă Swadesh - serie de cuvinte de bază ale unei limbi, care servește la efectuarea de comparații între diverse limbi.
- loc de articulare - locul de pe canalul fonator în care fluxul de aer este blocat sau îngustat pentru a produce o turbulență audibilă.
- lombardă - dialect vorbit în special în Italia de Nord și în Elveția de Sud.

## M
- mahalagism - cuvânt sau expresie vulgară, caracteristică oamenilor de la periferie, neinstruiți.
- mai mult ca perfect - timp al modului indicativ, care exprimă o acțiune trecută, terminată înaintea altei acțiuni trecute și încheiate.
- majusculă - termen utilizat în expresia "literă majusculă", cu sensul de literă mare.
- mande, limbi ~ - limbi nigero-congoleze vorbite în mai multe țări din Africa de vest de către popoarele mandé și care includ limbile maninka, mandinka, soninke, bambara, kpelle, dioula, bozo, mende, susu și vai.
- mesaj - comunicare concretă, orală sau scrisă.
- mesaj codat - comunicare realizată cu ajutorul unui cod comun emițătorului și receptorului.
- metadialect - una din formele concrete de manifestare ale metalimbii, caracterizat prin cuvinte și expresii specifice.
- metafonie - modificare a timbrului unei vocale din tema unui cuvânt sub influența altei vocale dintr-o silabă învecinată.
- metalimbă - limbaj specific lingviștilor, utilizat ca instrument specializat pentru a descrie limbile naturale.
- metalingvistică - disciplină care se ocupă cu studiul limbajului specific utilizat de lingviști.
- metaplasmă - trecere a unui substantiv de la o declinare la alta sau a unui verb de la o conjugare la alta, prin adăugarea sau înlăturarea unor sunete (ca rezultat al analogiei).
- metateză - modificare fonetică care constă în schimbarea locului sunetelor sau al silabelor dintr-un cuvânt.
- metodă comparativ-istorică - metodă de cercetare care constă în compararea faptelor similare din limbi care derivă din aceeași limbă de bază.
- metodă statistică - metodă care presupune cercetarea limbii cu mijloace matematice, cercetarea aspectelor algebrice, cantitative și formale ale fenomenelor de limbă, în vederea folosirii lor în traducerea automată.
- meză - limbă iraniană veche, dispărută,  înrudită cu kurda, azera veche ș.a.
- moabită - dialect dispărut al limbilor canaanite.
- mod - categorie gramaticală flexionară, specifică verbului, care exprimă aprecierea vorbitorului față de acțiune, felul în care acesta exprimă acțiunea.
- modală - propoziție regentă și cu trei nuanțe ale raportului modal exprimat (propriu-zisă, comparativă, de măsură progresivă).
- modificare analogică - schimbare a unui element din limbă sub influența unui alt element asemănător.
- modificare fonetică - transformare suferită de un sunet în evoluția unei limbi.
- monosilabic, cuvânt ~ - cuvânt format dintr-o singură silabă.
- multilingvism - utilizarea a cel puțin două limbi, de către un individ sau de către o comunitate; vezi și poligloție.

## N
- nazal - (despre sunete, voce) care are un timbru specific, rezultat din faptul că, în timpul emiterii, aerul este expirat (exclusiv sau parțial) pe nas; exemplu: consoană nazală.
- nazalitate - particularitate a unui sunet de a se pronunța pe nas.
- nazalizare - transformare a unui sunet în sunet nazal.
- negație - cuvânt cu ajutorul căruia se neagă ideea exprimată de o parte de propoziție sau de o propoziție prin predicatul acesteia.
- neogramatică - curent apărut în a două jumătate a secolului al XIX-lea, care punea accentul pe studiul limbilor vii și pe legile foneticii.
- neolingvistică - curent lingvistic ce acordă o importanță deosebită împrumuturilor și explicării deosebirilor dintre limbi înrudite cu ajutorul ariilor lingvistice.
- neologism

- oice cuvânt nou creat prin mijloace proprii sau împrumutat din altă limbă;
- (în dialectologie) formă pătrunsă, în anumite condiții, din limba literară într-un grai oarecare.
- neutralizare - suprimare a unei opoziții existente între două unități lingvistice.
- nivel de limbă - vezi registru de limbă.
- nominativ - caz al substantivului căruia îi corespunde funcția sintactică de subiect sau de element predicativ suplimentar.
- normă - ordine recunoscută ca obligatorie, de care țin seama vorbitorii unei limbi.
- nosism - practică în care persoanele vorbesc la persoana întâi plural, referindu-se la ei înșiși; un caz particular este pluralis majestatis.
- noțiune - formă logică de reflectare a lumii în gândire, cu ajutorul căreia este fixat și cunoscut caracterul general, esențial al unei clase de obiecte sau fenomene.
- nucleu - centru al unei propoziții sau al unei fraze, cu funcție importantă și care conferă stabilitate propoziției sau frazei.
- număr - categorie gramaticală flexionară, specifică substantivelor (și părților de vorbire care se acomodează după acesta), bazată pe distincția naturală dintre un singur exemplar și două sau mai multe exemplare ale aceluiași obiect.

- număr dual - număr care indică în unele limbi două obiecte ori ființe alcătuind de obicei o pereche.
- număr plural - număr care se referă la două sau mai multe exemplare dintr-o categorie de ființe, de obiecte de fenomene.
- număr singular - număr care indică un singur exemplar din categoriile de mai sus.

- nume - cuvânt sau grup de cuvinte prin care sunt numite și individualizate ființe, obiecte, fenomene etc.

- nume de agent - substantiv sau adjectiv derivat de la un verb care indică pe autorul real al acțiunii unui verb.
- nume predicativ - substantiv, adjectiv sau numeral care, împreună cu un verb copulativ, formează predicatul nominal al unei propoziții.

- numeral - parte de vorbire flexibilă care exprimă, sub diferite aspecte, un număr, o determinare numerică a obiectelor sau ordinea obiectelor prin numărare.
  - numeral adverbial - numeral care arată de câte ori se îndeplinește precis o acțiune sau de câte ori însușirea (sau caracteristica) exprimată de un adjectiv (sau de un adverb) este superioară sau inferioară altei însușiri (sau caracteristici).
  - numeral cardinal - numeral care exprimă un număr natural întreg, abstract sau un număr determinat de obiecte, de ființe etc. dintr-un șir finit și din care se formează majoritatea numeralelor.
  - numeral colectiv - numeral care exprimă ideea de însoțire, de grupare a obiectelor în spațiu și în timp.
  - numeral distributív - numeral care exprimă repartizarea precisă a obiectelor în spațiu și în timp, pe grupe egale.
  - numeral fracționar - numeral care exprimă o parte sau o fracțiune dintr-un întreg sau dintr-un grup unitar de obiecte; sinonim: numeral partitiv.
  - numeral multiplicativ - numeral care exprimă o creștere cantitativă, proporțională și precisă (prin înmulțire) a unei forțe, a unei puteri, a unui efort, a unui câștig etc. sau a unei acțiuni.
  - numeral ordinal - numeral care exprimă ordinea numerică a obiectelor sau a acțiunilor în spațiu și în timp și care corespunde contextelor diagnostice de tipul "al câtelea?", "a câta?".
  - numeral partitiv - vezi numeral fracționar.

## O
- obiect (gramatical):

- parte de propoziție care indică asupra cui este orientată acțiunea verbului; complement;
- entitate denumită de un substantiv, indiferent de conținutul acesteia (ființă, lucru, fenomen etc.).
- obiect direct - vezi complement direct.

- ocluziune - închidere a canalului vorbitor în timpul pronunțării unei consoane.
- omofonie - calitate a unor silabe sau a unor cuvinte de a se pronunța asemănător, dar de a se scrie diferit.
- omonim - cuvânt care are aceeași formă și aceeași pronunțare cu un alt cuvânt, dar diferă de acesta prin sens și origine.
- onomastică

- disciplină care studiază originea, formarea și evoluția numelor proprii;
- totalitatea numelor proprii dintr-o regiune, dintr-o epocă.
- onomatopee - cuvânt care imită un sunet din natură.
- opoziție binară - (în teoria lui Roman Jakobson) relația dintre două trăsături fonologice distincte care se exclud reciproc; vezi și binarism.
- ortoepie - pronunțarea corectă, literară a cuvintelor dintr-o limbă; ramură a lingvisticii care se ocupă cu aceasta.
- ortofonie - pronunție considerată corectă a unui fonem sau a unui grup de foneme.
- ortografie - ansamblu de reguli care stabilesc scrierea corectă a cuvintelor unei limbi; aplicarea practică a acestor reguli.

- ortografie etimologică - ortografie în care principiile scrierii cuvintelor se bazează pe etimologia lor și în care scrierea se poate deosebi de pronunție.
- ortografie fonetică (sau fonemică) - ortografie în care scrierea cuvintelor se face după felul cum se pronunță.
- ortografie italienizantă - ortografie veche românească, inițiată de I. Heliade Rădulescu, în care principiile scrierii cuvintelor se bazau pe intenția de apropiere forțată, artificială a acestora de formele limbii italiene; vezi și ciunism.

- oxitonic - (despre limbi) care tinde să pliseze accentul la sfîrșitul cuvintelor sau al grupurilor de cuvinte care formează o sintagmă.
- oxitonie - accentuare a unui cuvânt pe ultima silabă.

## P
- pacient - cel care suferă acțiunea exprimată de verb și care, alături de agent, constituie unul dintre cei doi poli ai acțiunii.
- palatalizare - transformarea unui sunet într-un sunet palatal, prin mutarea locului de articulație în regiunea palatului dur al gurii.
- palat artificial - mulaj al palatului, care se folosește în fonetica experimentală pentru a se vedea suprafața atinsă de limbă la pronunțarea unui sunet.
- paralogie - transformare analogică a formei unui cuvânt prin asemănarea acestuia cu un alt cuvânt.
- paronim - cuvânt asemănător cu altul, dar deosebit de acesta ca sens și ca origine.
- parte de vorbire - clasă de cuvinte grupate după sensul lor lexical general și după caracteristicile morfologice și sintactice.

- parte de vorbire flexibilă - parte de vorbire care își schimbă forma după gen, număr, caz, persoană, mod, timp, diateză și care poate fi: substantiv, articol, adjectiv, numeral, pronume, verb.
- parte de vorbire neflexibilă - parte de vorbire care nu își schimbă forma în timpul comunicării și care poate fi: adverb, interjecție, prepoziție, conjuncție.

- pasiv - (despre diateze, forme verbale, conjugări etc.) care arată că subiectul gramatical suferă acțiunea făcută de altcineva.
- perifrază (sau circumlocuțiune) - grup de cuvinte care poate înlocui sau echivala un termen cu același sens.
- perplexitate⁠(d) - (în teoria comunicării) starea de incertitudine pe care o resimte receptorul unui mesaj din cauze ca: ambiguitatea mesajului, contradicții între mesaj și experiența receptorului, nivelul de educație al acestuia.
- pleonasm - utilizarea alăturată a mai multor cuvinte sau construcții cu același înțeles, din dorința de a se sublinia o anumită idee.
- persoană - categorie gramaticală flexionară, purtătoare a raportului ce se stabilește între vorbitor, interlocutor, cel care nu este prezent și acțiunea exprimată de verb.
- pictogramă - desen sugestiv prin care este reprezentat un obiect, un fenomen sau o întâmplare.
- plasticitate - calitate a unui cuvânt, a unei expresii, stilului unei opere literare de a evoca ceva în mod sugestiv, expresiv.
- plural - vezi număr plural.
- pluralis majestatis - formă de nosism utilizat un monarh sau un lider pentru a exprima autoritatea, importanța sau puterea în relația sa cu interlocutorul sau publicul.
- polarizare - dezvoltare în direcții opuse a sensurilor unui cuvânt, nediferențiate la origine.
- poligloție - abilitatea de a putea vorbi mai multe limbi; vezi și multilingvism.
- politică lingvistică - domeniu de studiu și de acțiune care se concentrează pe gestionarea și reglementarea limbajului sau limbilor într-o societate și care implică elaborarea și aplicarea unor strategii, reguli și politici pentru promovarea, protejarea sau reglementarea limbilor în cadrul unei comunități sau țări.
- polnoglasie - fenomen lingvistic caracteristic limbilor slave de est, care constă în prezența grupurilor de sunete „oro”, „olo”, „ere” între consoane, corespunzând grupurilor „ra”, „la”, „re”, „le” din vechea slavă.
- „Postilionul meu a fost lovit de fulger” - propoziție emblematică, utilizată pentru a testa înțelegerea limbajului, inteligibilitatea⁠(d) între limbi, traducerea automată și teoria semnificației⁠(d) în limbaj.
- poziție - loc pe care îl ocupă un sunet sau un grup de sunete într-un cuvânt.
- prezumtiv - mod verbal care prezintă acțiunea ca presupusă, bănuită sau probabilă.
- procliză - așezare a unui cuvânt neaccentuat înaintea altui cuvânt, cu care poate face corp fonetic comun; sinonime: antepunere, antepoziție.
- propoziție - unitatea sintactică cea mai simplă prin care se exprimă de obicei o judecată sau o idee.

- propoziție adversativă - propoziție care exprimă o opoziție față de coordonata ei; vezi și: conjuncție adversativă.
- propoziție apozițională - propoziție subordonată care are, în frază, rolul unei apoziții.
- propoziție atributivă - propoziție secundară care îndeplinește în frază funcția de atribut pe lângă un substantiv sau un echivalent al acestuia în propoziția regentă.
- propoziție bimembră - propoziție în care sînt exprimate și subiectul și predicatul.
- propoziție cauzală - propoziție subordonată care exprimă cauza pentru care se realizează acțiunea din propoziția regentă și care corespunde circumstanțialului de cauză.
- propoziție circumstanțială -  propoziție secundară care are în frază rolul pe care îl are complementul circumstanțial în propoziție.

- propoziție circumstanțială de timp - propoziție care arată timpul în care se petrece acțiunea din propoziția regentă.

- propoziție completivă de agent - propoziție subordonată care arată de cine este făcută acțiunea exprimată printr-un verb pasiv.
- propoziție de excepție -  propoziție circumstanțială care corespunde complementului circumstanțial de excepție.
- propoziție instrumentală - propoziție circumstanțială care îndeplinește în frază rol de complement circumstanțial instrumental; vezi și instrumental.
- propoziție principală - propoziție cu semnificație independentă gramatical și cu înțeles de sine stătător; într-o frază, coordonează propozițiile subordonate.

- protecționism lingvistic - vezi purism lingvistic.
- pseudoafix - vezi afixoid.
- psiholingvistică  - disciplină care studiază mecanismele mentale implicate în exersarea facultății limbajului articulat: vorbire, ascultare, citire, scriere, precum și fenomene ca: achiziția limbajului, tulburări de limbaj, relația dintre limbaj și memorie, expresia lingvistică a stărilor afective etc.
- pulaar - limbă fula vorbită ca primă limbă de către popoarele fula și toucouleur din zona văii fluviului Senegal.
- pular -  limbă de tip fula vorbită ca prima limbă de către poporul fula din Fouta-Djallon, Guineea.
- purism lingvistic - practica definirii sau recunoașterii unei varietăți a unei limbi ca fiind mai pură sau de o calitate superioară celorlalte varietăți; altă denumire: protecționism lingvistic.

## R
- radical - element ireductibil din punct de vedere morfologic, comun mai multor cuvinte care formează o familie de cuvinte și care conține sensul lexical comun al acestora; sinonim: rădăcină.
- ramificație socială - diferențiere a unei limbi din punct de vedere social și cultural, ca urmare a utilizării acesteia de diverse categorii de oameni.
- raport - relație stabilită între cuvinte, construcții gramaticale și propoziții.

- raport de coordonare - legătura dintre mai multe unități sintactice, care se situează pe același plan sintactic și nu depind una de alta.
- raport paradigmatic - relație în cadrul unui context, în opoziție, între unități care se exclud.
- raport sintagmatic - relație în cadrul enunțului, în contrast și nemijlocit observabil.

- rădăcină - vezi radical.
- reacția subiectului - totalitatea comentariilor cu care informatorul însoțește comunicarea anumitor forme lingvistice, forme care aparțin graiului localității sau unor graiuri învecinate.
- receptor - cel care primește mesajul, cel care ascultă.
- reconstrucție - recompunere a formei aproximative a cuvintelor neatestate dintr-o limbă, pe baza legilor de corespondență fonetică.
- recțiune

- formă de exprimare a unui raport sintactic în care termenul regent impune celui subordonat categorii gramaticale pe care subordonatul nu le posedă;
- legătura dintre determinate și determinantele lor.
- redundanță

- surplus de informație care asigură exactitatea transmiterii acesteia;
- abundență inutilă de cuvinte, expresii.
- reduplicare - dublare, repetare a unei silabe din rădăcina unui verb, pentru a-i conferi o altă valoare temporală.
- reflexiv:

- structură morfologică alcătuită dintr-un verb însoțit de un pronume reflexiv;
- formă neaccentuată de dativ sau de acuzativ, care își poate modifica sensul lexical sau funcția sintactică.
- registru de limbă - varietate a unei limbi folosită în funcție de caracteristicile vorbitorului și ale situației de comunicare; sinonim: nivel de limbă.
- regresiune - reducerea extensiunii geografice a unui fenomen fonetic, morfologic etc.
- rețea socială⁠(d)[1] - comunitate care interacționează între ei prin intermediul rețelelor sociale online sau offline și ai cărei membri care folosesc aceeași limbă maternă sau care au aceeași limbă de comunicare comună.
- rol - semnificație de ordin semantic sau lingvistic pe care o poate avea un cuvânt.
- romanizare (transliterală)[2] - transcriere cu caractere latine a pronunției unei limbi; exemplu: pinyin pentru chineză.
- românizare - conferire unui cuvânt sau unei expresii străine intrate în limba română o formă potrivită cu structura și normele limbii.
- rusă - limbă slavă, din grupul oriental, vorbită de majoritatea locuitorilor din Federația Rusă și de rușii din celelalte teritorii din fosta URSS; vezi și velikorusă.

## S
- satem, limbă ~ - limbă indo-europeană care a păstrat în evoluția ei sunetul s înaintea vocalelor e și i; exemple: limbile slavice, limbile indo-iraniene, limbi baltice; vezi și centum, limbă ~.
- sârbă - limbă indo-europeană din ramura limbilor slave, grupul limbilor slave de sud, vorbită pe teritoriul statelor Serbia și Bosnia-Herțegovina și altor țări învecinate; este considerată de unii specialiști ca fiind identică cu croata.
- sârbocroată - denumire comună pentru limbile sârbă și croată, considerate identice de unii specialiști.
- schelet - totalitatea sunetelor (sau fonemelor) din care este format un cuvânt.
- schimbare fonetică - modificare a unui sunet, a unui grup de sunete, a unui cuvânt sau a unei succesiuni de două cuvinte cauzată de modificarea, de dispariția ori de apariția unui asemenea segment.
- scriere alfabetică - sistem de scriere în care semnele grafice sînt litere.
- scriere ideografică - notarea ideilor prin semne care reprezintă obiectele puse în relație.
- scriere fonetică - scriere bazată pe folosirea unui sistem de semne, care reprezintă aspectul sonor al cuvintelor.
- segment fonic - fragment, porțiune de natură fonetică, reprezentată printr-un sunet sau prin mai multe sunete; poate fi o silabă, un sufix sau o desinență.
- semantică - ramură a lexicologiei care studiază sensurile cuvintelor.
- semanticism - curent lingvistic care susținea că principala problemă a filozofiei este limba, reducând cercetarea la analiza formală a cuvintelor.
- semiocluzivă - vezi africată.
- semiologie:

- știință care studiază funcțiile semnelor utilizate în cadrul vieții sociale;
- (sau semiotică) știință care se ocupă cu studiul general al semnelor, indiferent de natura acestora.
- semiotică - vezi semiologie.
- semivocală - vocală care nu se poate rosti decât împreună cu altă vocală, cu care formează diftong.
- semn - element lingvistic perceptibil prin simțuri, care reprezintă, exprimă ceva diferit de sine însuși.

- semn de punctuație - semn grafic care are rolul de a delimita o parte de propoziție, o propoziție, o frază, de a marca o unitate morfologică, o pauză, o întrerupere a șirului vorbirii etc.
- semn diacritic - semn adăugat unei litere pentru a reda un sunet diferit de cel notat prin litera respectivă.
- semn lingvistic - termen care se referă la relația dintre semnificant și semnificat; vezi și arbitrarul semnului lingvistic.

- semnificant - aspectul fonic al semnului lingvistic prin care acesta se manifestă; secvență sonoră proprie semnului lingvistic, care intră într-un raport de interdependență cu semnificația (cu semnificatul) acestuia.
- semnificat - înțeles sau semnificație a semnului lingvistic, care intră într-un raport de interdependență cu semnificantul sau expresia sonoră a acestuia.
- sens depreciativ (peiorativ) - sens care sugerează lipsă de considerație, dispreț, batjocură.
- sens general - sens lexical care corespunde semnificației cuvântului.
- sens gramatical - sens care ține de natura gramaticală a cuvântului, de valoarea morfologică, de funcția sintactică și de distribuția acestuia.
- sens peiorativ - vezi: sens depreciativ.
- sens propriu - sens lexical care redă exact ideea ce trebuie exprimată; sens fundamental și caracteristic pentru un cuvânt.
- sens secundar - sens lexical, derivat din cel de bază, din cel fundamental.
- sinarmonie - vezi armonie vocalică.
- sincronie și diacronie - termen care definește cele două ipostaze ale studiului unei limbi, studiul stadiului acesteia la un moment dat și respectiv studiul istoric.
- singular - vezi număr singular.
- slavonă - limbă derivată din slava veche, utilizată cu precădere în Țaratul Vlaho-Bulgar și apoi ca limbă liturgică de către Biserica Ortodoxă.
- sociologia limbajului - disciplină sociologică care folosește faptele de limbă ca indici ai delimitărilor sociale.
- soninke, limba ~ - limbă mande vorbită de popoarele soninke din Africa.
- Standard Average European - concept care descrie un set de caracteristici lingvistice comune care se găsesc în majoritatea limbilor indo-europene.
- strat - limbă care invadează un anumit teritoriu lingvistic, prevalând în urma unui proces de bilingvism și acceptând și elemente din limba învinsă (mai ales din vocabular), ca elemente de substrat.
- stratigrafie lingvistică - dispunere pe o axă verticală în perspectivă cronologică (în evoluție) sau socială a unor fapte de limbă, subsisteme sau sisteme lingvistice; vezi și atlas lingvistic.
- structură ergativ-absolutivă - în tipologia lingvistică, tip de structură de acțiune morfosintactică în care subiectul unui verb intranzitiv se comportă ca obiectul unui verb tranzitiv și diferit de subiectul unui verb tranzitiv.
- structură gramaticală - mod specific fiecărei limbi de a organiza cuvintele în propoziții și fraze.
- structură nominativ-acuzativă - în tipologia lingvistică, tip de structură de acțiune morfosintactică în care subiectele verbelor intranzitive sunt tratate ca subiectele verbelor tranzitive și se disting de obiectele verbelor tranzitive în construcțiile de bază.
- subiect - partea principală a propoziției care arată cine săvârșește acțiunea exprimată de predicatul verbal la diateza activă sau reflexivă, cine suferă acțiunea când predicatul verbal este la diateza pasivă sau cui i se atribuie o însușire ori o caracteristică exprimată de numele predicativ în cazul predicatului nominal.

- subiect anticipat - subiect care anticipează, care anunță structura de bază cu această funcție; este exprimat prin formele de nominativ ale pronumelui personal, așezate înaintea părților de vorbire care îndeplinesc această funcție (substantive, pronume, numerale).
- subiect complex - subiect alcătuit dintr-o parte de vorbire cu sens lexical suficient, precedată de un adverb de mod de precizare, de întărire sau de exclusivitate.
- subiect dezvoltat - subiect alcătuit dintr-o construcție infinitivală relativă subiectivă, dintr-o construcție de supin nominală, dintr-un substantiv și un adjectiv pronominal posesiv, legate între ele prin cratimă și formând o unitate, sau dintr-un numeral cardinal, cu care, de asemenea, formează o unitate.
- subiect exprimat - subiect concretizat în context sub forma unei părți de vorbire; poate fi: determinat (când se referă exclusiv la persoana reprezentată de partea de vorbire prin care este exprimat) sau nedeterminat (când nu se referă exclusiv la persoana pe care o reprezintă partea de vorbire prin care este exprimat, ci la toate persoanele).
- subiect multiplu - subiect exprimat prin două sau mai multe cuvinte, reprezentante ale uneia sau mai multor părți de vorbire; prin două sau mai multe unități de expresie, aflate într-un raport de coordonare.
- subiect neexprimat - subiect neconcretizat în context sub forma unei părți de vorbire; poate fi, la rândul său, inclus în forma verbală (dedus din desinențele persoanelor I și a II-a ale acesteia) sau subînțeles din context.
- subiect psihologic - orice segment al propoziției sau frazei care, indiferent de structură lexicală și funcție gramaticală, reprezintă elementul cunoscut, atât vorbitorului cât și interlocutorului (cititorului), grație contextului ori numai situației.
- subiect reluat - subiect care reia, care subliniază structura de bază cu această funcție; este exprimat prin formele de nominativ ale pronumelui personal așezate după cuvintele care îndeplinesc această funcție (substantive, pronume, numerale).
- subiect simplu - subiect exprimat printr-un singur cuvânt, reprezentant al unei părți de vorbire; printr-o singură unitate de expresie.

- supraglotal - care se referă la sau care este articulat cu ajutorul organelor vorbirii situate înaintea glotei.

## Ș
- șablon - cuvânt sau construcție lexicală, care revine insistent în vorbirea sau în scrisul unei persoane, deși nu este necesară; sinonim: clișeu lexical.

## T
- tabu - interdicție de limbaj (de vocabular) determinată de superstiții sau pudoare.
- tautologie - repetare a unui cuvânt cu intonație și funcție sintactică diferită sau asemănătoare, în aceeași propoziție sau într-o altă propoziție.
- temă - parte a unui cuvânt alcătuită din rădăcina acestuia plus prefixul și sufixul cu care este format.
- temporală - propoziție subordonată circumstanțială cu funcție de complement circumstanțial de timp pe lângă verbul sau locuțiunea verbală din propoziția regentă.
- teoria circulației cuvintelor - teorie lingvistică emisă de Hasdeu pentru a demonstra latinitatea limbii române.
- teoria echivalențelor enunțiale (sau funcționale) -  teorie dezvoltată în domeniul traductologiei, care se referă la modul în care se pot transpune în mod corespunzător în altă limbă sau în alt context cultural sensul și semnificația unui enunț sau a unei expresii; explorează cum pot fi păstrate echivalențele semantice și pragmatice între limbile și culturile diferite.
- teoria relevanței - teorie utilizată în lingvistica cognitivă⁠(d) și în pragmatică, conform căreia, în procesul de comunicare, receptorul încearcă să deducă sensul mesajului comunicat în funcție de contextul în care a fost transmis și deci vorbitorul și receptorul își asumă angajament mutual de a face comunicarea cât relevantă pentru discuție.
- termen

- (în limbajul comun) cuvânt, vorbă;
- (în limbajele speciale) expresie fixă, proprie unei anumite științe, care servește la exprimarea unei noțiuni specifice.
- terminație - partea finală a unui cuvânt (de după rădăcină), reprezentată printr-unul sau mai multe sunete, echivalente cu o desinență, cu un sufix plus o desinență.
- terminologie - totalitatea termenilor de specialitate utilizați într-un domeniu științific.
- text:

- scriere originală, autentică, caracterizată prin autonomie și limitare; fragment dintr-o scriere;
- (în accepțiunea structuralistă) mod de funcționare a limbajului, înțeles ca mijloc de creare, de producere și transformare a sensului.
- (în terminologia lui Louis Hjelmslev) sistem conotativ, în care cuvintele își restrâng sau își extind sensurile, în funcție de context.
- textologie - disciplină filologică aplicată la studiul comparat al textelor unor opere literare sau de altă natură.
- timp - categorie gramaticală specifică verbului, cu ajutorul căreia se exprimă raportul dintre momentul vorbirii, un moment de referință și momentul în care se petrece acțiunea sau în care este adevărată o anumită stare de lucruri.

- timp compus - timp format cu ajutorul unui verb auxiliar.

- tipologie lingvistică - mod de a studia structura unui idiom sau a unui grup de idiomuri în raport cu un tip determinat printr-o analiză unitară.
- tonalitate - (în unele limbi) intonație diferită a unor cuvinte, formate din aceleași sunete, dar deosebite prin sens.
- topică V1 - ordine a cuvintelor într-o frază, în care verbul apare înaintea subiectului și a complementului.
- traducere - acțiunea de transpunere a unui text dintr-o limbă în alta, menținând ideile și noțiunile acestuia.

- traducere absolută - traducere a unui text, în care sunt menținute particularitățile stilistice și lingvistice (cum ar fi greșelile).
- traducere automată - procesul de conversie automată a unui text sau a unui discurs dintr-o limbă sursă⁠(d) într-o limbă țintă⁠(d), utilizând algoritmi și tehnologii dezvoltate în domeniul lingvisticii computaționale și al inteligenței artificiale.
- traducere mobilă - dispozitiv electronic sau aplicație software ce oferă traducere audio.

- traductologie - știință care studiază procesele cognitive și lingvistice asociate actului de traducere.
- transcriere - reproducere în scris a unui text, a pronunției unei limbi.

- transcriere fonetică - notare a pronunțării unei limbi, a unui dialect sau a unui grai cu ajutorul unui alfabet fonetic; exemplu: romanizarea transliterală.

- transliterare - transcriere dintr-un alfabet în altul al unui text scris.
- tratament - (în fonetică) evoluție, modificare, schimbare.
- trisilabic, cuvânt ~ - cuvânt format din trei silabe.

## U
- umlaut:

- fenomen fonetic constând în modificarea timbrului unei vocale accentuate sub influența vocalei următoare; vezi și ablaut;
- tremă care se pune deasupra vocalelor care au suferit un umlaut.
- unificare

- proces lingvistic care duce la apropierea dialectelor unei limbi până la dispariția lor într-o limbă comună, unică;
- proces lingvistic care duce la apropierea a două până la încrucișarea lor.
- uto-aztecă - familie de limbi vorbite în vestul Mexicului și în partea de sud-vest a SUA, principalii vorbitori fiind aztecii; vezi și aztecană.
- uzul limbii - mișcare permanentă de adaptare a unei limbi la necesitățile socio-culturale ale vorbitorilor.

## V
- valență - capacitate de combinare a unui cuvânt cu alte cuvinte în funcție de conținutul semnatic și noțional al acestuia.
- valoare - sumă a diverselor însușiri care caracterizează, dintr-un anumit punct de vedere, cuvintele, expresiile sau structurile dintr-un text.
- variantă - formă a unui element lingvistic care diferă de aspectul tipic obișnuit al acestui element.
- velikorusă - denumire dată, în secolul al XIX-lea, limbii ruse pentru a o deosebi de belarusă („rusa albă”) și ucraineană („rusa mică”).
- verb - parte de vorbire care exprimă un proces, o acțiune sau o stare și caracterizat prin flexiune după număr, persoană, diateză, mod și timp.
- verbalism - tendință de a acorda mai multă atenție cuvintelor decât ideilor; abuz de cuvinte în exprimarea unor idei.
- verb auxiliar - verb care ajută la formarea timpurilor, a modurilor compuse etc.
- verbum declarandi (verbum dicendi) - verb care exprimă acțiunea de a spune, a întreba, a răspunde; sinonim: verb de declarație.
- verb de declarație - vezi verbum declarandi.
- verbum sentiendi - verb care exprimă o activitate a simțurilor.
- viitor - timp verbal al modului indicativ, care exprimă un proces ce se desfășoară după momentul vorbirii.
- viitor anterior - timp verbal care exprimă o acțiune din viitor înaintea altei acțiuni din viitor; exemplu: viitorul anterior în limba engleză.
- virgulă - semn de punctuație cu care se notează pauzele mici dintre cuvinte (în cadrul propozițiilor) sau dintre propoziții (în cadrul frazelor).
- vocabular

- totalitatea cuvintelor unei limbi; altă denumire: lexic;
- totalitatea cuvintelor specifice unei anumite categorii sociale;
- dicționar de proporții mici.
- vocabular activ - lexic care este înțeles și folosit în mod frecvent în vorbire.
- vocabular pasiv - parte a vocabularului care nu e folosită în mod frecvent în vorbire.
- vocabular științific - vocabular folosit de diverse domenii de cercetare, de diverse științe, specific stilului științific.

- vocală - sunet al vorbirii la a cărui emitere curentul de aer sonor iese liber prin canalul fonator, fără să întâlnească niciun obstacol; semn grafic, literă care reprezintă un asemenea sunet.
- vocalism

- sistemul vocalelor unei limbi;
- parte a foneticii istorice care se ocupă cu studiul vocalelor unei limbi.
- volapük - limbă artificială, creată de Schleyer pe baza elementelor de vocabular germanice.
- vorbire - utilizarea limbii în procesul de comunicare între membrii unei anumite colectivități; vezi și parte de vorbire.

- vorbire directă - vorbire care prezintă cuvintele cuiva așa cum au fost rostite, sub formă de dialog.
- vorbire indirectă - vorbire care prezintă cuvintele cuiva prin mijlocirea unor conjuncții, pronume, adjective și adverbe relative.

- vorbitor - cel care folosește limbajul articulat; cel care vorbește cu alții; locutor, emițător.
- vulgar:

- (despre limbă) vorbit de popor; popular;
- denumire a limbii italiene, folosită mai ales în epoca medievală și medie.

## W
- Wikitongues - organizație americană non-profit care își propune să documenteze toate limbile din lume.